# Liste der Baudenkmäler in Neuss (1/001–1/099)
Die Liste der Baudenkmäler in Neuss (1/001–1/099) enthält die denkmalgeschützten Bauwerke auf dem Gebiet der Stadt Neuss im Rhein-Kreis Neuss in Nordrhein-Westfalen (Stand: März 2011). Diese Baudenkmäler sind in der Denkmalliste der Stadt Neuss eingetragen; Grundlage für die Aufnahme ist das Denkmalschutzgesetz Nordrhein-Westfalen (DSchG NRW).

Einige Texte der Denkmalbeschreibungen liegen in gekürzter Form (Teilbeschreibung) vor. Die Liste ist nach laufenden Nummern sortiert. In der Spalte „Denkmalnummer“ ist in Klammern die laufende Nummer angegeben.
| Bild                                                                        | Bezeichnung                                                                 | Lage                                                                 | Beschreibung | Bauzeit                   | Eingetragen seit | Denkmal- nummer |
| --------------------------------------------------------------------------- | --------------------------------------------------------------------------- | -------------------------------------------------------------------- | --- | ------------------------- | ---------------- | --------------- |
| Mietwohnhausbebauung                                                        | Mietwohnhausbebauung                                                        | Furth Adolfstraße 59–81 Karte                                        | 1927/28 von der Neusser Gemeinnützigen Bauverein AG als 3-geschossige geschlossene Blockrandbebauung mit 25 Miethäusern erbaut, Architekt Dominikus Heurich; Backsteinfassaden mit expressionistischer Backsteinornamentik, Fenstergewände und Gesimse z. T. in Putz (Hartzement); Die Häuser Alemannenstraße 14/16, 18/20 und 22/24 2-geschossig, alle übrigen 3-geschossig, Mansarddächer; Gruppierungen von drei Fassadentypen: Typ 1: (Adolfstraße 67, 69, 71, Alemannenstraße 26, 28, 30): 3-achsig, zentrale Eingangsachse leicht verzogen, Eingang mit abgetreppter Backsteinrahmung und Gesims in Putz, Flurfenster als Band (Häuser Adolfstraße) oder zwei Einzelfenster verschiedener Größe (Häuser Alemannenstraße), am 2. OG durchlaufen Sohlbankgesims und Backsteinornamente, über der Mittelachse Dachgaube mit 3. Fenster, die mittleren drei Häuser der Adolfstraße (Nrn. 67–71) betont durch je einen Dreiecksgiebel; Typ 2: Doppelhäuser in nicht durchgezogenen Achsen, die Eingänge in der Mitte paarweise zusammengefasst mit abgetreppter Backsteinrahmung und durchlaufenden Gesims in Putz, seitlich der Eingänge je zwei Fenster, im 1. OG insgesamt vier Fenster, bei den 3-geschossigen Häusern mit gemeinsamen Sohlbank- und Abschlussgesims, dazwischen z. T. Backsteinornamente, am 2. OG vier Fenster mit durchlaufenden Sohlbankgesims, verschiedene Ornamente, je Haushälfte Dachgaube mit drei Fenster; Typ 3: (Burgunderstraße 21, Adolfstraße 81): Eckgebäude in 4:4 Achsen, die beiden Eckachsen in den OG enger gestellt und durch vertikale Putzbänder zusammengefasst, an der Burgunderstraße originaler Ladeneinbau, an der Adolfstraße ursprünglich gleicher Einbau entfernt, Hausecken und z. T. Übergänge zwischen den Baukörpern betont durch Bändervorlagen in Backstein; Adolfstraße 71 1948, 77 und 79 1950 angepasst wiederaufgebaut, zehn Häuser nach 1945 instand gesetzt, drei Häuser 1982/84 modernisiert, Türen überwiegend Originalzustand, Fenster überwiegend neu (Holzrahmen mit Ganzglasscheiben, Kunststoffrahmen mit Scheinsprossen). Wichtiges Zeugnis der Stadtgeschichte, erhaltenswert insbesondere aus städtebaulichen Gründen | 1927/1928                 | 19.02.1986       | 2/003a (1/001)  |
| Mietwohnhausbebauung                                                        | Mietwohnhausbebauung                                                        | Furth Alemannenstraße 14-30 Karte                                    | 1927/28 von der Neusser Gemeinnützigen Bauverein AG als 3-geschossige geschlossene Blockrandbebauung mit 25 Miethäusern erbaut, Architekt Dominikus Heurich; Backsteinfassaden mit expressionistischer Backsteinornamentik, Fenstergewände und Gesimse z. T. in Putz (Hartzement); Die Häuser Alemannenstraße 14/16, 18/20 und 22/24 2-geschossig, alle übrigen 3-geschossig, Mansarddächer; Gruppierungen von drei Fassadentypen: Typ 1: (Adolfstraße 67, 69, 71, Alemannenstraße 26, 28, 30): 3-achsig, zentrale Eingangsachse leicht verzogen, Eingang mit abgetreppter Backsteinrahmung und Gesims in Putz, Flurfenster als Band (Häuser Adolfstraße) oder zwei Einzelfenster verschiedener Größe (Häuser Alemannenstraße), am 2. OG durchlaufen Sohlbankgesims und Backsteinornamente, über der Mittelachse Dachgaube mit 3. Fenster, die mittleren drei Häuser der Adolfstraße (Nrn. 67–71) betont durch je einen Dreiecksgiebel; Typ 2: Doppelhäuser in nicht durchgezogenen Achsen, die Eingänge in der Mitte paarweise zusammengefasst mit abgetreppter Backsteinrahmung und durchlaufenden Gesims in Putz, seitlich der Eingänge je zwei Fenster, im 1. OG insgesamt vier Fenster, bei den 3-geschossigen Häusern mit gemeinsamen Sohlbank- und Abschlussgesims, dazwischen z. T. Backsteinornamente, am 2. OG vier Fenster mit durchlaufenden Sohlbankgesims, verschiedene Ornamente, je Haushälfte Dachgaube mit drei Fenstern; Typ 3: (Burgunderstraße 21, Adolfstraße 81): Eckgebäude in 4:4 Achsen, die beiden Eckachsen in den OG enger gestellt und durch vertikale Putzbänder zusammengefasst, an der Burgunderstraße originaler Ladeneinbau, an der Adolfstraße ursprünglich gleicher Einbau entfernt, Hausecken und z. T. Übergänge zwischen den Baukörpern betont durch Bändervorlagen in Backstein; Adolfstraße 71 1948, 77 und 79 1950 angepasst wiederaufgebaut, 10 Häuser nach 1945 instand gesetzt, drei Häuser 1982/84 modernisiert, Türen überwiegend Originalzustand, Fenster überwiegend neu (Holzrahmen mit Ganzglasscheiben, Kunststoffrahmen mit Scheinsprossen). Wichtiges Zeugnis der Stadtgeschichte, erhaltenswert insbesondere aus städtebaulichen Gründen | 1927/1928                 | 19.02.1986       | 2/003b (1/002)  |
| Wohnhaus                                                                    | Wohnhaus                                                                    | Erfttal Am Derikumer Hof 5, 5a Karte                                 | Erhalten gebliebenes Wohnhaus der ehem. Hofanlage, Westseite im 19. Jh. verändert, 1978–1980 saniert und in zwei Haushälften geteilt, Fassaden erhalten; Backsteinfassade verputzt, Steingewände; 2-geschossig mit Satteldach, an der Ostfassade in acht Achsen, an der Westfassade in nicht durchgezogenen Achsen; auf der Ost- und Westseite je ein Eingang, Giebelseiten 2-achsig, Nordgiebel mit Zieranker. | Ende 18. Jh.              | 04.04.1985       | 8/001 (1/003)   |
| Jüdischer Friedhof                                                          | Jüdischer Friedhof                                                          | Grimlinghausen Am Dormannsbusch Karte                                | Der Friedhof in Grimlinghausen hat sich als Beispiel eines kleinen jüdischen Landfriedhofes erhalten. Zur jüdischen Geschichte in Grimlinghausen ist nur wenig bekannt: 1890 hat hier eine Betstube bestanden. Der Begräbnisplatz wurde bereits 1851 eröffnet; er liegt heute, etwa 0,05 ha groß, an der Straße Am Dormannsbusch in einem Wohngebiet. Erhalten sind 18 Grabstelen aus dem 19. und der 1. Hälfte des 20. Jahrhunderts. Als Zeugnis jüdischen Lebens und seiner wechselvollen Geschichte, verfolgt und ausgelöscht im Nationalsozialismus, ist der jüdische Friedhof am Dormannsbusch in Grimlinghausen bedeutend für die Geschichte des Menschen und für Neuss. An seiner Erhaltung besteht aus wissenschaftlichen, hier orts- und kulturgeschichtlichen Gründen ein öffentliches Interesse. Im Bezug auf die Gestaltung der Grabsteine und ihre Inschriften kommen künstlerische Gründe hinzu. Der Friedhof bildet in seiner Gesamtheit ein Baudenkmal, mit den historischen Grabsteinen als wesentlichen konstituierenden und schützenswerten substanziellen Bestandteilen. | 19. und 1. Hälfte 20. Jh. | 30.03.2006       | 9/008 (1/004)   |
| Wohnhaus                                                                    | Wohnhaus                                                                    | Weckhoven Am Josefshaus 23 Karte                                     | Als Wohnhaus einer ehemaligen größeren Hofanlage erbaut mit geringfügigen späteren Veränderungen insbesondere im 19. Jh.; Holzfachwerk mit Lehmausfachung; 2-geschossig mit Krüppelwalmdach, an der Rückseite bis zum EG heruntergezogen, Eingang an der Südseite mit halbkreisförmigen Stufen, im Inneren Kölner Decken, Innentreppe vermutlich original; an 1983 durchgreifende Instandsetzung, dabei Freilegung der teilweise verputzten Fassaden, neue Fenster mit Sprossenteilung, neuer Eingang an der Ostgiebelseite, im Inneren Wiederherstellung der Trennwandfüllungen in Lehmflechtwerktechnik. | Anfang 17. Jh.            | 04.04.1985       | 8/002 (1/005)   |
| Kath. Pfarrkirche St. Josef                                                 | Kath. Pfarrkirche St. Josef                                                 | Weckhoven Am Lindenplatz Karte                                       | Architekt Geheimer Baurat Hermann Josef Stübben; 1-schiffige neuromanische Backsteinkirche mit kurzem Querschiff und rundem Treppentürmchen; halbrunder Chorabschluss, sehr mächtiger oktogonaler Vierungsturm mit hohem geschieferten Helmdach, gerader Westabschluss; 4-jochiges Langhaus mit Rundbogenfenstern, am ersten nördlichen Joch halbrunde Seitenkapelle; Querhaus mit Dreipassfenster, Turmseiten mit gekuppelten Rundbogenfenstern in Blenden, an der Westseite neuromanisches leicht vorgezogenes übergiebeltes Eingangsportal; darüber Sechspassfenster und Rundbogenfries in Höhe der Dachtraufe; im Giebel eine Drillingsnische, in der überhöhten Mittelnische eine Figur des Kirchenpatrons; Innenraum geprägt von den schweren Rundbögen der Vierung mit niedrig ansetzenden Gurten über einfachem Gesims; 1956 Erweiterung der Sakristei unter Einbeziehung des alten Sakristeiteils; 1971 Instandsetzung, unter anderem neuer Fußboden. Weckhoven gehörte ursprünglich zur Pfarre Hoisten. Nach jahrelangen Bemühungen konnte um die Jahrhundertwende eine eigene Pfarrkirche gebaut werden. Die finanziellen Mittel wurden durch Mitgliedsbeiträge des Kapellenbauvereins, Sammlungen und Spenden aufgebracht. Der Architekt, Geh. Baurat Hermann Josef Stübben (1845–1936), in Hülchrath geboren, galt als einer der bedeutendsten Städtebauer des Kaiserreichs. Die Kirche St. Josef in Weckhoven ist sein einziger Kirchenbau. | 1900/1901                 | 11.09.1997       | 7/009 (1/006)   |
| Ehrenmal                                                                    | Ehrenmal                                                                    | Weckhoven Am Lindenplatz Karte                                       | Ehrenmal für die Gefallenen des Ersten Weltkrieges, am 30. Oktober 1927 eingeweiht, Entwurf des Bildhauers Oswald Causin; achteckig, aus Kunststein und Bronze; treppenförmiger dreistufiger Sockel, darauf hoher Block in gestufter Dachpyramidenturm auslaufend, bekrönt von liegendem Bronzekreuz mit kleiner Bronzeflamme; Inschrift an der Vorderseite: „EWIG LEBEND / BLEIBT IHR UNSER / NIE VERGESSEN / NIE VERLOREN“ An den Seiten die Namen der Gefallenen des Ersten Weltkrieges. Oswald Causin, am 29. Mai 1893 in Düsseldorf geboren, gestorben am 27. Mai 1953, lebte von 1921 bis 1944 in Neuss. Er schuf vor allem Porträtplastiken, aber auch Grabdenkmäler und unter anderem den als Fotomotiv beliebten „Eierdieb“ im Neusser Stadtgarten. Die von ihm geschaffenen Kriegerdenkmäler für die Gefallenen von 1914–18 in Kaarst, NE-Grefrath und NE-Weckhoven sind erhalten. | 1927                      | 25.02.2002       | 7/017 (1/007)   |
| Schulgebäude Gymnasium Hauptschule                                          | Schulgebäude Gymnasium Hauptschule                                          | Furth Annostraße 26 Karte                                            | Erster Bauabschnitt mit vier Klassen, Treppenhaus und separater Toilettenanlage 1914–1915 errichtet, Architekt Stadtbaumeister Carl Sittel; 1953 Erweiterung um vier Klassenräume nebst Werkraum, Fahrradkeller, Rektor-, Lehrer und Garderobenräume, Vergrößerung der Toilettenanlage und Verbindung der Toilettenanlage mit dem Hauptkörper durch eine offene Arkadenhalle als Pausenhalle; Bauleiter Oberbaurat Birmes Städt. Hochbauamt; 2-geschossiger Bau in verschieden breiten und zusammengezogenen Achsen, Backstein mit Feldbrandsteinen, steiles Walmdach mit Schieferdeckung, kleine Dachgauben; Portal mit Steinputzrahmung, Inschrift und Wappen in späten Neurenaissanceformen und Feldern mit dekorativem Klinkermuster, Fenstergewände aus Steinputz; zahlreiche originale Details, zum Beispiel Eingangstür, Klassentüren, Treppenhaus, Kunststeinboden in der Eingangshalle, Kölner Decken. | 1914–1915                 | 12.12.2005       | 2/017 (1/008)   |
| Ehem. Rathaus Holzheim                                                      | Ehem. Rathaus Holzheim                                                      | Holzheim Bahnhofstraße 14 Karte                                      | Erbaut 1911/12 als gemeinsames Rathaus der damaligen Gemeinden Holzheim und Grefrath; Architekt Hubert Lichius, Kreisbaumeister des damaligen Kreises Neuss. 2-geschossiger Putzbau in 7:3 Achsen, ausgebautes Mansard-Walmdach mit 3-achsigem Giebelhaus in der Vorderfront und Laterne. In der Mittelachse der Vorderfront Haupteingang mit vorgelagerten 2-seitigen Treppenanlage, aufwändigem Werksteinportal in neo-barocken Formen, im Sprenggiebel Gemeindewappen in Mosaik. Tür mit rundbogigem Oberlicht original. An der nördlichen Seitenfront Nebeneingang zum Treppenhaus mit vorgelagerter Treppe und Überdachung. EG-Fenster mit Werksteinrahmung, OG-Fenster mit Klappläden. Treppenhaus- und Flurfenster mit ornamentaler farbiger Bleiverglasung. Das ehem. Rathaus ist ein bedeutendes Zeugnis der Ortsgeschichte von Holzheim und Grefrath, die 1935 vereinigt und 1975 in die Stadt Neuss eingegliedert wurden. | 1911/1912                 | 12.02.1992       | 7/004 (1/009)   |
| Bahnhofsgebäude Norf                                                        | Bahnhofsgebäude Norf                                                        | Norf Bahnhofstraße 33 Karte                                          | 3-teilige Gebäudegruppe aus gelbem Backstein; Hauptgebäude als Schalterhalle mit darüber liegender Personalwohnung, in den 80er Jahren des 19. Jh. Erbaut, 2-geschossig in 6 Achsen, die beiden Mittelachsen durch Übergiebelung 2 ½ -geschossig und risalitartig vorgezogen, kreuzförmige Satteldächer, an den 4 Giebelseiten ursprünglich mit vorgeblendeten hölzernen Ziergiebel auf noch vorhandenem Rotsandsteinkonsolen, Horizontalgliederung durch umlaufende Rotsandsteingesimse und Zierbänder aus rotem Backstein, in den Risalitgiebeln Kreisbogenfenster und darüber liegenden kreisförmigen Blendfenster, straßenseitig breite Eingangstür über beide Mittelachsen mit vorliegender Treppe, im Südgiebel Eingang zu den Personalwohnungen mit vorgelagerter Treppe du hölzerner Überdachung, an der Bahnseite hölzernes Vordach auf Rotsandsteinsockeln und -Konsolen; Fenster und Türen weitgehend Originalzustand, Bahnsteigseite im EG teilweise verputzt, Fenster- und Türöffnungen verändert; Schalterhalle durch Um- und Einbauten verändert, Bahnsteigvordach vorübergehend abgetragen; Südlicher Anbau vor 1910 erbaut, 1-geschossiges Lagergebäude mit Satteldach, ursprünglich Ziergiebel mit Hauptgebäude, an den Längsseiten je ein Tor mit Segmentbogen aus rotem Backstein, ursprünglich verglaste Oberlichtfenster später zugemauert, im Giebel hochliegende Segmentbogenfenster. Nördlicher Anbau als Gaststätte mit darüber liegender Pächterwohnung 1910 erbaut, 1-geschossig mit drei bzw. vier Achsen. Straßenseite mit Mansardgiebel und kleinen Fenstern, Horizontalgliederung und Maueröffnungen sonst wie Hauptgebäude, Eingang außermittig an der Giebelseite, Tür original, Fenster verändert. Wichtiges Zeugnis der Eisenbahngeschichte, erhaltenswert insbesondere aus verkehrswissenschaftlichen und städtebaulichen Gründen. | 19. Jh.                   | 16.07.1986       | 8/004 (1/010)   |
| weitere Bilder                                                              | Mittelalterliche Stadtmauer                                                 | Innenstadt Batteriestraße zwischen Hessentor und Rheintor Karte      | Die Stadtmauer an der Batteriestraße ist Teil des Mauerrings, mit dessen Bau Mitte des 13. Jahrhunderts unter dem Kölner Erzbischof Konrad von Hochstaden begonnen wurde. Die Stadtmauer an der Batteriestraße grenzte ursprünglich unmittelbar an den Rhein und später, als der Rhein im Laufe des 14. Jahrhunderts von der Stadt abgewandert war, an einen künstlich gespeisten Erftarm, dem späteren Erftkanal. Durch den Kupferstich von Braun und Hogenberg (1585) ist das und dem Aussehen der Rheinfront der Stadtmauer überliefert. Unmittelbar dem Markt vorgelagert fanden sich die Schiffsanlegestellen; weiter nördlich zwischen dem Viereckturm Raufteps und der vorspringenden Mauerfront unter dem Kloster Marienberg schloss sich ein erhöhtes, befestigtes Plateau, das als Stapelplatz diente an. Der Stapelplatz und die dahinter liegende Straße „Auf dem Over“ waren durch eine kleine Pforte, die Cranenpfortz, miteinander verbunden. Zwischen dem Kloster Marienberg und dem nördlich gelegenen Rheintor war die Stadtmauer offensichtlich doppelzügig ausgebaut gewesen. Die äußere Mauer zeigt hier zwei Schalentürme. Der Exakte Verlauf der Stadtmauer ist auf einer Katasterkarte das dem Jahre 1862 noch verzeichnet. Im 19. Jahrhundert wurde mit dem teilweisen Abriss der Mauer begonnen. So wurde die äußere Mauer unterhalb von Marienberg gänzlich niedergelegt; auch wurden alle Türme obertägig abgebrochen. Die verbliebenen Mauerabschnitte wurden teilweise, soweit sie marode waren, durch eine neue Mauerschale verstärkt. So bildet die Mauerfront der Batteriestraße heute ein uneinheitliches Bild. Originalmauerwerk des 13. Jahrhunderts aus Basalten und Tuffen lässt sich nördlich der Einmündung des Glockhammers unterhalb der Klosterkirche von Marienberg feststellen. Weiter nördlich unterhalb des Marienberg-Gymnasiums hat sich hinter einer modernen Mauerschale Feldbrandziegelmauerwerk des 15. Jahrhunderts mit einer Schießscharte erhalten. Suchschnitte ergaben, dass die Stadtmauer im untertägigen Bereich auf weite Strecken erhalten ist. Bei einer archäologischen Untersuchung unterhalb des Zeughauses an der Ecke zum Markt kamen hinter einer Feldbrandziegelschale des 15. Jahrhunderts zwei rechtwinklige Mauerecken zum Vorschein, Die in das 11./12. Jahrhundert zu datieren sind. Die Mauerbefunde gehören zu einem älteren Befestigungssystem, das im hohen Mittelalter die Händlersiedlung und den Immunitätsbereich mit jeweils eigenen Mauerringen umgab. | 13. Jh.                   | 13.02.2002       | 1/326 (1/011)   |
| Ehem. Kutscherhaus des Hofes Hellenbroich                                   | Ehem. Kutscherhaus des Hofes Hellenbroich                                   | Westfeld Bauerbahn 5 Karte                                           | Als Gebäude für Fuhrwerke, Pferde und Fuhrknechtwohnung des gegenüber gelegenen Hofes Hellenbroich. 2-geschossiger Mittelbau giebelständig, 1-geschossige Seitenbauten leicht zurückgesetzt und traufständig; Außenwände Sichtbackstein, weit überstehende Satteldächer, Giebelortgänge mit Stufenfries auf Konsolen. Linker Seitenbau (ehem. Pferdestall, mit darunter liegendem Gewölbekeller) mit geschosshohem Doppeltor und Hauseingangstür; rechter Seitenbau straßenseitig offene Remise. Im EG des Mittelbaus ursprünglich breite Toröffnung mit Segmentbogenabschluss, später ersetzt durch zwei Fenster wie im OG; feldseitig je ein mittig angeordnetes Fenster im EG und OG. Fenster, Tür und Tor Originalzustand. Das ehem. Kutscherhaus ist ein nach Lage und Gestaltung herausgehobenes Zeugnis für Repräsentationsanspruch und soziale Gliederung eines landwirtschaftlichen Betriebes im engeren Umland der Stadt Neuss aus der 2. Hälfte des 19. Jahrhunderts. | 2. Hälfte 19. Jh.         | 11.09.1992       | 6/003 (1/013)   |
| Gut Vellbrüggen                                                             | Gut Vellbrüggen                                                             | Norf Berghäuschensweg Karte                                          | 4-flügelige Hofanlage mit Backsteingebäuden des 15.–20. Jh. Ehemaliger mit Wassergräben umgebener Rittersitz. Ältester Teil der 5-geschossige Wohnturm, mit Mansardwalmdach und Laterne des 17. Jh.; an der abgeschrägten Ostecke vermauerte Zugang zur ehem. anschließenden Burganlage (jetzt Freiflächen); im Inneren Saal mit Kölner Decke und m.a, Kamin. Turm mittig eingebunden in 2-geschossigen Wohnflügel, im Kern vermutlich frühes 19. Jh. Straßenseitiger Giebel mit den beiden 1 ½-geschossigen Wirtschaftsflügeln lt. Schlussstein im Hoftorbogen 1895 erneuert. Repräsentative Backsteinbauten mit aufwändig gestalteten Giebeln. An der offenen Hofseite früher die Scheune (Umrisse aus Mauerresten erkennbar). Nordwestlich jenseits des ehem. Grabens vorgelagerter Großviehstall mit Verbindungstrakt zum Althof, aus Hochwasserschutzgründen 1913 angefügt. Das Gut Vellbrüggen prägt seit Jahrhunderten in bedeutendem Maße die Geschichte und das Ortsbild von Norf. | 15.–20. Jh.               | 11.08.1989       | 8/006 (1/014)   |
| Wohnhäuser                                                                  | Wohnhäuser                                                                  | Pomona Bergheimer Straße 137–139, Goethestraße 2, 2a, 4 und 4a Karte | 1928/1929 von der Neusser Gemeinnützigen Bauverein AG nach Plänen des Architekten Dominikus Heurich errichtete Eckbebauung; dreigeschossige Mehrfamilienhäuser mit hochaufragendem Walm- beziehungsweise Satteldächern; ausgebautes Dachgeschoss; Gauben unterschiedlicher Größe; an der Ecke Bergheimer Straße/Goethestraße ein Ladenlokal, das auch heute noch als solches genutzt wird; Backsteinfassaden durch Risalite gegliedert und durch sparsame Ziegelornamentik sowie Steinputzgliederung akzentuiert; Eingangsachsen und Ecke besonders betont; Türen und Fenster z. T. original. Als wichtiges Zeugnis der Stadtbaugeschichte insbesondere aus zeitgeschichtlichen und städtebaulichen Gründen erhaltenswert. | 1928/1929                 | 20.08.1992       | 3/011a (1/015)  |
| Wohnhaus                                                                    | Wohnhaus                                                                    | Innenstadt Bleichstraße 28 Karte                                     | 1912 erbaut, Architekt Eppeler; 3-geschossiger Eckbau mit ausgebautem Dachgeschoss; Fassadengliederung 5:1:2 Achsen; zwei Eingänge, zwei Treppenhäuser; Treppenhausachsen mit höhenversetzten Treppenhausfenstern; verputzte Fassade; Nach-Jugendstil-Schmuckformen; über dem Erdgeschoss doppeltes Gesims, in dem auch drei dreiseitige Erker einbezogen sind; Stuckornamentik betont die Treppenhausachsen sowie die Gesimse; Eingänge durch kannelierte Pilaster und Architrache gerahmt; Fensterbrüstungen mit Metopen, die bei Treppenhaus und Obergeschossen mit Schmuckornamentik versehen sind; weit auskragendes Mansarddach, tlw. verschiefert. Haustüren und Fenster weitgehend im Originalzustand. | 1912                      | 26.11.1990       | 1/161 (1/016)   |
| Pfarrkirche und Pfarrhaus St. Barbara                                       | Pfarrkirche und Pfarrhaus St. Barbara                                       | Barbaraviertel Blücherstraße 20 Karte                                | Erbaut 1932/33 nach Plan von Architekt Hermann Schagen; Turm angefügt 1956/57, Architekt W. Dickmann. Backsteinbau mit klarer Gliederung der kubischen, wandbetonten Gebäudeteilen in der für die 30er Jahre typischen Gestaltung. Kirchenschiff nord-südlich gerichtet, mit schmalen, niedrigen Seitenschiffen und eingezogenem Chorraum. Im Norden wuchtiger, das Kirchenschiff überragende Querriegel als Portalbau, mit vorgelagerter Freitreppe. In der gebäudehohen Rundnische über dem Eingang Sgraffitobild der Hl. Barbara mit Engel und Turm (Maler Adolph Laufenberg). Der Portalbau wird städtebaulich wirkungsvoll flankiert von der in Seitenschiffhöhe vorgezogenen Marienkapelle, und von dem zusammen mit der Kirche erbauten Pfarrhaus (Doppelhaushälfte, 2-geschossig mit Walmdach). Beiderseits des Chors niedrigere Nebenräume, daran straßenseitig angebaut der Glockenturm mit Jugendräumen und anschließendem Treppenhaus in den unteren Geschossen. Die Backsteinfassaden durch umlaufende Betonbänder (Sichtflächen der Geschossdecken) gegliedert; Nordfassade als Stahlbetonskelett, desgleichen die Glockengeschosse der gegenüberliegenden Seite. Das Kircheninnere als großer, zum Altar hin durchgehender Raum gestaltet, mit flacher, in Chorraumbreite höher gesetzten Decke. Belichtung durch wenige schmale, rundbogige Obergadenfenster mit Bleiverglasung. Die niedrigen Seitenschiffe als schmale, durch Archivolten gegliederte Gangzonen angelegt. Über dem Eingangsbereich, an dessen Seiten je eine halbrunde Kapelle anschließt (Taufkapelle und Marienkapelle), die Sängerempore mit Orgel von 1941. Der eingezogene Chorraum über Treppenstufen erhöht, in der Stirnwand große Rundbogennische mit Fresko der Hl. Dreifaltigkeit, dazu Maria und St. Quirinus als die Schutzpatrone der Mutterkirche (Maler Peter Hecker) Chorraum und Wandbild hell beleuchtet durch Dreifach-Fenster in den Seitenwänden. Die St. Barbara-Kirche ist bedeutend für die Architekturgeschichte des katholischen Kirchenbaus der 1930er Jahre. Sie steht mit ihrer blockhaften Gestaltung und dem westwerk-ähnlichen Portalbau in der Tradition eines bereits 1919/1922 von dem bedeutenden Kirchenbaumeister Dominikus Böhm entwickelten Kirchenbautyps. In Neuss ist sie die einzige größere Kirche, die nach der 1911 gebauten Dreikönigenkirche bis zum Zweiten Weltkrieg neu errichtet wurde. Die Kirche ist mit ihrem Patrozinium ein volkskundliches Erinnerungsmal an die ehemalige Barbara-Kapelle in diesem Bereich. Diese gehörte zu dem mittelalterlichen Leprosenhaus, das bis 1712 bestanden hatte. Als Identifikationspunkt für das jetzige Barbara-Viertel hat die Kirche auch ortsgeschichtliche Bedeutung. Mit ihrer Lage an der Straßenkreuzung und dem Raum schaffenden Element der Eingangsfront mit Treppe, Kapelle und Pfarrhaus kommt die Kirche zudem eine hohe städtebauliche Bedeutung zu. Die St Barbara-Kirche ist daher aus wissenschaftlichen, volkskundlichen, ortsgeschichtlichen und – zusammen mit dem Pfarrhaus – aus städtebaulichen Gründen erhaltenswert. | 1932/1933                 | 16.01.1996       | 2/014 (1/017)   |
| Myriameterstein                                                             | Myriameterstein                                                             | Stüttgen Koblenzer Straße B 9 Karte                                  | Der Myriameterstein in der Ortslage Uedesheim wurde vor 1906 aufgestellt. Er steht auf einem Sockel, ist 50 × 50 cm breit, ungefähr 60 cm hoch, die obere Seite ist abgewalmt. Alle Seiten sind mit Entfernungsangaben in km versehen: 1. Die Hangseite gibt die Entfernung von Basel mit 560 km und die Entfernung bis Rotterdam mit 264,450 km an. 2. Die Nordseite zeigt die Entfernung bis zur Landesgrenze mit 134,464 km. 3. Die Südseite die Entfernung von der Landesgrenze mit 197,780 km. 4. Die Rheinseite ist mit LVI und 39,372 Meter über A.P. (Amsterdamer Pegel) beschriftet. Der Stein verdeutlicht das 1831 entstandene Anliegen der Anrainerstaaten, gemeinsam den Rheinverlauf für die Schifffahrt zu vermessen. 1867 wurde beschlossen, die bisher im Gelände nicht markierte Vermessung durch Myriametersteine zu bezeichnen. Für Preußen war die Vermessung und Aufstellung der Steine 1906 abgeschlossen. Der Myriameterstein besitzt Bedeutung für die Geschichte der Vermessungstechnik für die Zeit 2. Hälfte 19. Jahrhundert / Anfang 20. Jahrhundert. Er ist erhaltenswert aus wissenschaftlichen und ortsgeschichtlichen Gründen, als Zeuge einer frühen Vermessung des Rheins, ausgehend von der Brücke in Basel (als Nullpunkt) bis nach Rotterdam. | 1906                      | 02.11.1999       | 9/005 (1/018)   |
| Wohnhaus                                                                    | Wohnhaus                                                                    | Innenstadt Breite Straße 3 Karte                                     | 1874/75 zusammen mit Häusern Nr. 5 und 7 von der Fa. Gebrüder Fasbender erbaut, Architekt Wilhelm Fasbender; Putzfassade, 3-geschossig in drei Achsen, mit Giebelabschluss vor ausgebautem Dachgeschoss (Satteldach mit hohem Drempel, Firstrichtung senkrecht zur Straße); sämtliche Wandöffnungen mit profilierter Rahmung und Segmentbogen; im EG profilierter Sockel, zurückgesetzter Eingang in der rechten Achse, abschließendes Gurtgesims; im 1. OG Sohlbankgesims, darunter schmucklose Brüstungsfelder; geschweifter Knickgiebel mit gekoppeltem Fenster und darüber liegenden kreisförmigen Blendfenster; Fenster teilweise Originalzustand, Tür erneuert. | 1874/1875                 | 16.11.1986       | 1/100 (1/019)   |
| Wohn- und Geschäftshaus                                                     | Wohn- und Geschäftshaus                                                     | Innenstadt Breite Straße 4 Karte                                     | 1872 erbaut von Ferdinand Kraus als 3-achsiges, 3-geschossiges Wohnhaus mit Satteldach und hofseitigem Anbau. 1891 oder kurz vorher ausgebaut um zwei linke Achsen; dort 1891 angelegter Erker. Die straßenseitige jetzige Putzfassade von 1891 in fünf Achsen mit zurückgesetztem Eingang in der Mittelachse und dem Erker an der äußeren, leicht vorstehenden und breiteren linken Achse. Abgesetzter Sockel, Gurtgesims, durchgezogene Sohlbankgesimse. Tür- und Fensteröffnungen mit Segment- beziehungsweise Rundbögen; profilierte Einfassungen, im 1. und 2. OG mit Gebälkbekrönt und im 1. OG an der 2. Achse von rechts erhöhte Bekrönung; Balusterbrüstungen im 1. OG. Im EG der Erkerachse kassettierte Brüstung, der Erker im 1. OG 3-seitig, rechteckig auf 2 Konsolen: Frauenköpfe, Akanthusblatt. Erkerbrüstung mit Balustern; kannelierte Eckpfosten mit korinthischen Kapitellen und Gebälkbekrönung. Im 2. OG gekoppeltes Fenster mit bekrönendem Gebälk, darüber verstümmeltes Giebelhaus mit modernem Fenster – ursprüngliche Giebelform noch 1977 vorhanden. Auskragendes Kranzgesims auf Konsolen, zwischen den Konsolen axial geordnete Rundbögen mit floraler Einfassung. Originale geschnitzte Tür mit ersetztem Oberlicht, neue Fenster. | 1872                      | 08.03.1993       | 1/098 (1/020)   |
| Wohnhaus                                                                    | Wohnhaus                                                                    | Innenstadt Breite Straße 5 Karte                                     | 1874/75 von Gebrüder Fasbender erbaut zusammen mit den Häusern Breite Straße 3 und 7; Plan Wilhelm Fasbender. 3-geschossiges Giebelhaus in drei Achsen mit Satteldach. Putzfassade; sämtliche Wandöffnungen mit Segmentbögen und vorgetäuschten Schlusssteinen. Im EG modern verfließter Sockel, zurückgesetzter Eingang an der linken Achse. Im 1. OG zwischen durchgezogenem Gurt- und Sohlbankgesims drei von Konsolen flankierte Brüstungstafeln; kronenartiger Fensterabschluss. Geschweifter Knickgiebel mit zusammengezogenen Fenstern und darüber liegendem gleichförmigem Blendfenster; gequaderte Einrahmungen. Fenster und Tür erneuert. | 1874/1875                 | 01.06.1987       | 1/107 (1/021)   |
| Wohnhaus                                                                    | Wohnhaus                                                                    | Innenstadt Breite Straße 7 Karte                                     | 1874/75 von Gebrüder Fasbender erbaut zusammen mit den Häusern Breite Straße 3 und 5; Architekt Wilhelm Fasbender. 3-geschossiges Giebelhaus in drei Achsen mit Satteldach. Putzfassade; sämtliche Wandöffnungen mit Segmentbögen; verputzte Neurenaissance-Schmuckformen, insbesondere im 1. und 2. OG späteren Datums, wohl von 1894. Im 1. OG zwischen durchgezogenem Gurt- und Sohlbankgesims reich verzierte Brüstungstafeln und giebelförmige Fensterbekrönungen; im 2. OG durchgezogenes Sohlbankgesims, über zwei zusammengezogenen Fenstern, bekrönende Karniese, darüber ein kreisförmiges Blendfenster. Fenster und Tür erneuert. | 1874/75                   | 01.06.1987       | 1/108 (1/022)   |
| Wohnhaus                                                                    | Wohnhaus                                                                    | Innenstadt Breite Straße 9 Karte                                     | 1875 von Gebrüder Fasbender erbaut zusammen mit den Häusern Breite Straße 11 und 13; Architekt Wilhelm Fasbender. 3-geschossig, in drei Achsen mit Satteldach. Putzfassade; mit historisierenden Schmuckformen, sämtliche Wandöffnungen mit Segmentbögen; im EG Bänderputz über leicht abgesetztem Sockel, zurückgesetzte Fenster und Fensterbrüstungen, zurückgesetzte Eingangstür in der rechten Achse, Gurtgesims; im 1. OG durchgezogenes Sohlbankgesims über schmucklosen Brüstungsfeldern, Fensteröffnungen mit profilierten Putzeinfassungen, Karniese; im 2. OG durchgezogenes Sohlbankgesims, Fensteröffnungen mit profilierten Putzeinfassungen; auskragendes unvollständig erhaltenes Kranzgesims auf Konsolen; neue Tür mit originalem Oberlicht, neue sprossenlose Fenster, Innenräume 1975 weitgehend modernisiert. Im Ensemble der Hausgruppen 3/5/7, 9/11/13 und 15/17/19 wichtiges Zeugnis der Stadtbaugeschichte erhaltenswert insbesondere aus städtebaulichen Gründen. | 1875                      | 24.09.1997       | 1/248 (1/023)   |
| Wohnhaus                                                                    | Wohnhaus                                                                    | Innenstadt Breite Straße 10 Karte                                    | 1887 erbaut von Wilhelm Krüsemann, Architekt Heinz Floeren. 2-geschossiges Wohnhaus mit Mezzanin in fünf Achsen; Satteldach; an der Hofseite 2-geschossiger langgestreckter Anbau mit Pultdach, über Durchgang im EG Vorderhaus erschlossen, ursprünglich gewerblich genutzt. Straßenseitige Backstein-/Putzfassade mit reichen Neorenaissance-Schmuckformen. EG in vielfach gegliedertem Quaderputz über profiliertem Glattputzsockel; Rechteckfenster mit profilierter Rahmung und durchlaufenden gekröpftem Sohlbankgesims; in der linken Achse verbreiterter Hauseingang mit vorgezogener Einfassung (kannelierte Pilaster und Gebälk); profiliertes Gurtgesims, über dem Hauseingang verkröpft. Im OG Wandflächen aus gelbem Backstein, durch Putzbänder gegliedert; Rechteckfenster mit durchlaufendem verkröpftem Sohlbankgesims, profilierter Rahmung und Gebälkverdachung auf Konsolen (Dreiecks- und Segmentgiebel im Wechsel). Weit auskragendes Kranzgesims auf Konsolen, zwischen den Konsolen unter Zahnschnittleiste im Wechsel Mezzaninfenster und Putzfestone. In der Dachfläche drei einfache Gauben. Fenster und 2-flügelige, reich verzierte Tür mit Oberlicht original. | 1887                      | 28.01.1988       | 1/131 (1/024)   |
| Wohnhaus                                                                    | Wohnhaus                                                                    | Innenstadt Breite Straße 11 Karte                                    | 1875 von Gebrüder Fasbender erbaut zusammen mit den Häusern Breite Straße 9 und 13; Architekt Wilhelm Fasbender. Putzfassade; mit historisierenden Schmuckformen, sämtliche Wandöffnungen mit profilierter Rahmung und Segmentbögen, im EG und 1. OG mit Schlussstein; Hauseingangstür (in der linken Achse) und EG Fenster einschließlich Sockel- und Brüstungszone zurückgesetzt, verkröpftes Sohlbankgesims, Gurtgesims; Fenster im 1. OG mit durchlaufenden Sohlbankgesims, gerahmten Brüstungsfenstern und Gesimsverdachung auf Konsolen; Kranzgesims mit gerahmten Fenstern zwischen Konsolen, weit auskragendes Dachgesims. Neue Tür und sprossenlose Rechteckfenster. Im Ensemble der Hausgruppen 3/5/7, 9/11/13 und 15/17/19 wichtiges Zeugnis der Stadtbaugeschichte erhaltenswert insbesondere aus städtebaulichen Gründen. | 1875                      | 11.08.1987       | 1/125 (1/025)   |
| Wohnhaus                                                                    | Wohnhaus                                                                    | Innenstadt Breite Straße 12 Karte                                    | 1870 erbaut von Peter Nobis zusammen mit dem Nachbarhaus Breite Straße 14, Architekt Wilhelm Fasbender. 3-geschossiges Wohnhaus in geschlossener Reihe, traufständig mit Satteldach. Straßenseitige Putzfassade mit historisierenden Schmuckformen, die rechteckigen Wandöffnungen in drei Achsen angeordnet. Wandflächen im EG Quaderputz über Glattputzsockel und Brüstungszone in Rauputz, in den OG Glattputz. Horizontale Gliederung durch Gurtgesimse und durchgezogene Sohlbankgesimse, in den OG verkröpft über Konsolen. Zurückgesetzter Hauseingang mit profilierter Rahmung in der linken Achse. Fenster mit aufwändiger Profilrahmung; im 1. OG zusätzliche Gesimsverdachung auf Konsolen und verbindende Putzstreifen über Sohlbankgesims und im Sturzbereich, im 2. OG Bekrönung mit floralen Putzornamenten. Als Kranzgesims schmales Putzband mit okuliartigen Putzringen in den Fensterachsen. Originales Traufgesims durch einfache kastenförmige Verbretterung ersetzt. Neue Tür und großflächige Fenster. | 1870                      | 26.07.1995       | 1/224 (1/026)   |
| Wohnhaus                                                                    | Wohnhaus                                                                    | Innenstadt Breite Straße 13 Karte                                    | 1875 erbaut zusammen mit den Häusern Breite Straße 9 und 11 nach einem Entwurf von Wilhelm Fasbender, Bauherr Gebr. Fasbender; 3-geschossig in drei Achsen; ausgebautes Satteldach mit je einer Dachgaube an der Straßen- und Hofseite; Putzfassade mit historisierenden Schmuckformen; im EG zurückgesetzte Fenster und Fensterbrüstungen mit Diamantquadern, ursprünglich geköpftes Sohlbankgesims fragmentartig erhalten; zurückgesetzte Eingangstür in der rechten Achse, Gurtgesims mit Rosettenfries; im 1. OG durchgezogenes Sohlbankgesims über schmucklosen Brüstungsfeldern, im 2. OG Sohlbänke; profilierte Tür- und Fenstereinfassungen mit Segmentbögen, im 1. OG bekrönende Karniese, an der Mittelachse geschweifter Aufsatz mit Maske; weitauskragendes unvollständig erhaltenes Kranzgesims auf Konsolen; neue Tür und sprossenlose Fenster. Im Ensemble der Hausgruppen Breite Straße 3/5/7, 9/11/13 und 15/17/19 wichtiges Zeugnis der Stadtbaugeschichte erhaltenswert insbesondere aus städtebaulichen Gründen. |                           | 24.09.1997       | 1/249 (1/027)   |
| Wohn- und Geschäftshaus                                                     | Wohn- und Geschäftshaus                                                     | Neuss Breite Straße 14 Karte                                         | 1870 erbaut von Peter Nobis zusammen mit dem Nachbarhaus Breite Straße 12, Architekt Wilhelm Fasbender. 3-geschossig in drei Achsen, ausgebautes Satteldach; Putzfassade mit historisierenden Schmuckformen. EG bereits vor 1928 durch Ladeneinbau verändert; über dem EG Gurtgesims; im 1. OG durchgezogenes Sohlbankgesims, darunter schmuckhafte Brüstungen (Beschlag und Laubwerk), Fensteröffnungen mit Segmentbögen, Stuckrahmung und Giebelbekrönung (Dreieck, Rundbogen mit zwei Putti, Dreieck); im 2. OG durchgezogenes Sohlbankgesims, Fenster mit Segmentbögen, Stuckrahmung und Gebälkbekrönung, in Kämpferhöhe horizontales Putzband; auskragendes Kranzgesims auf Konsolen, zwischen den Konsolen axial angeordnete Blenden; im EG moderne Aluminiumfenster und Türen, in den OG neue sprossenlose Fenster. | 1870                      | 24.09.1997       | 1/258 (1/028)   |
| Wohnhaus                                                                    | Wohnhaus                                                                    | Innenstadt Breite Straße 15 Karte                                    | 1883 zusammen mit Nr. 17 und 19 erbaut, Bauherr Josef Schmitz, Architekt G. Nilgen; 3-geschossig in drei Achsen Satteldach, Putzfassade von 1898: gelber Backstein mit Stuck in Neurenaissance-Schmuckformen; im EG Quaderputz über leicht abgesetztem Sockel, Eingang in der linken Achse, Tür- und Fensteröffnungen mit Segmentbögen, hochformatige Diamantquaderschlusssteine, Gurtgesims; im 1. OG durchgezogenes Sohlbankgesims über Brüstungsfeldern Fensteröffnungen mit Segmentbögen, profilierte Putzeinfassungen, bekrönende Giebel (halbrund und dreieckig), horizontale Putzbänder; im 2. OG Sohlbänke auf Diamantquadern mit Zahnschnitt, Fensteröffnungen mit Segmentbögen, profilierte Putzeinfassungen, Schlusssteine, horizontale Putzbänder; auskragendes Kranzgesims auf Konsolen (eine Konsole fehlt); Tür und Fenster erneuert. Im Ensemble der Hausgruppen Breite Straße 3/5/7, 9/11/13 und 15/17/19 wichtiges Zeugnis der Stadtbaugeschichte erhaltenswert wissenschaftlichen architekturgeschichtlichen und städtebaulichen Gründen. | 1883                      | 20.11.1997       | 1/250 (1/029)   |
| Wohnhaus                                                                    | Wohnhaus                                                                    | Innenstadt Breite Straße 17 Karte                                    | 1883 zusammen mit Nr. 15 und 19 erbaut, Bauherr Josef Schmitz, Architekt G. Nilgen; 3-geschossig in drei Achsen Satteldach, Putzfassade von 1898: gelber Backstein mit Stuck in Neurenaissance-Schmuckformen; im EG Quaderputz über leicht abgesetztem Sockel, Eingang in der rechten Achse, Tür- und Fensteröffnungen mit Segmentbögen; im 1. OG durchgezogenes Sohlbankgesims über Brüstungsfeldern mit Beschlagwerk, Fensteröffnungen mit Segmentbögen, profilierte Putzeinfassungen, bekrönende schmuckhafte Giebel horizontale Putzbänder; im 2. OG durchgezogenes Sohlbankgesims, Fensteröffnungen mit Segmentbögen, profilierte Putzeinfassungen, Karniese, horizontale Putzbänder, auskragendes verbrettertes Dachgesims; Tür und Fenster erneuert. Im Ensemble der Hausgruppen Breite Straße 3/5/7, 9/11/13 und 15/17/19 wichtiges Zeugnis der Stadtbaugeschichte erhaltenswert insbesondere aus städtebaulichen Gründen. | 1883                      | 12.08.1997       | 1/251 (1/030)   |
| Wohnhaus                                                                    | Wohnhaus                                                                    | Innenstadt Breite Straße 18 Karte                                    | 1889 erbaut von H. Kempkes, Architekt Carl Hünninger; 2-geschossiges Wohnhaus mit Mezzanin in Achsen mit Satteldach. Putz- bzw. Backsteinfassade mit Neurenaissance Schmuckformen. Im EG niedriger Sockel, darüber rustizierte Putzquader, durchgezogenes Sohlbankgesims, Putz- und Diamantquader. Gurtgesims. Im 1. OG und im Mezzanin Backstein mit horizontalen Putzbändern und durchgezogenen Sohlbankgesimsen. Rechteckige Fensteröffnungen, im 1. OG schmuckhafte Brüstungen, bekrönendes Gebälk auf Konsolen, an der Mittelachse übergiebelt; dort auch Pilastereinfassung. Weit auskragendes Kranzgesims auf Konsolen über Zahnschnitt. Originale 2-Flügeltür mit späterem bleiverglastem Oberlicht, originale Fenster. Wichtiges Zeugnis der Stadtbaugeschichte erhaltenswert insbesondere aus städtebaulichen Gründen. | 1889                      | 15.11.1990       | 1/160 (1/031)   |
| Wohn- und Geschäftshaus                                                     | Wohn- und Geschäftshaus                                                     | Innenstadt Breite Straße 19 Karte                                    | 1883 zusammen mit Nr. 15 und 17 erbaut, Bauherr Josef Schmitz, Architekt G. Nilgen; 3-geschossig in drei Achsen, Satteldach, Putzfassade von 1898: gelber Backstein mit Stuck in Neurenaissance-Schmuckformen; Erdgeschoss 1925 zum Ladenlokal umgebaut; moderne Klinkerverkleidung; im 1. OG durchgezogenes Sohlbankgesims über Brüstungsfeldern, Fensteröffnungen mit Segmentbögen, profilierte Putzeinfassungen, bekrönende Giebel (halbrund und dreieckig), horizontale Putzbänder; im 2. OG Sohlbänke auf Diamantquadern mit Zahnschnitt, Fensteröffnungen mit Segmentbögen, profilierte Putzeinfassungen, Schlusssteine, horizontale Putzbänder; auskragendes Kranzgesims auf Konsolen, z. T. schadhaft; im EG neue Aluminiumtür und Schaufensterrahmen, in den OG neue sprossenlose Fenster Im Ensemble der Hausgruppen Breite Straße 3/5/7, 9/11/13 und 15/17/19 wichtiges Zeugnis der Stadtbaugeschichte erhaltenswert insbesondere aus städtebaulichen Gründen. | 1883                      | 24.09.1997       | 1/252 (1/032)   |
| Wohn- und Praxishaus                                                        | Wohn- und Praxishaus                                                        | Innenstadt Breite Straße 20 Karte                                    | 1893 erbaut von Polizeiinspektor Brücken, Architekt Wilhelm Fasbender; 3-geschossig in drei Achsen, Backstein-/Putzfassade mit Neurenaissance-Schmuckformen; im EG niedriger Sockel, durchgezogenes Sohlbankgesims, darüber Bänderputz, Tür- und Fensteröffnungen mit Segmentbögen; Eingangstür 1977 von der rechten in die linke Achse verlegt, Gurtgesims; im 1. und 2. OG roter Backstein; durchgezogene Sohlbankgesimse; rechteckige Fensteröffnungen mit Stuckumrahmungen und Gebälkbekrönung, im 1. OG übergiebelt (Segmentbogen, Dreieck Segmentbogen) und mit schmuckhaften Brüstungen versehen (Diamantquader, Baluster, Diamantquader), horizontale Putzbänder; auskragendes Kranzgesims auf Konsolen; Tür und sprossenlose Fenster neu. | 1893                      | 13.08.1997       | 1/259 (1/033)   |
| Wohn- und Praxishaus                                                        | Wohn- und Praxishaus                                                        | Innenstadt Breite Straße 22 Karte                                    | 1874 erbaut von Geschwistern Schumacher, Architekt Julius Busch; 2-geschossig in fünf Achsen, Mezzanin; Putzfassade von 1897 in Neurenaissance-Schmuckformen; im EG über niedrigem Sockel Quader- beziehungsweise Bänderputz; zurückgesetzte Eingangstür in der Mittelachse in Rundbogennische mit Schlussstein, Gurtgesims; im OG durchgezogenes Sohlbankgesims, rechteckige Fensteröffnungen mit segmentbogenförmig übergiebelter Gebälkbekrönung auf Pilastern; Brüstungsfelder mit Balustern, in der Mittelachse Balkon mit Balustergeländer, Balkontür durch Dreieckgiebel auf Halbsäulen gerahmt; im Mezzanin kleine Rechteckfenster über durchgezogenem Sohlbankgesims, zwischen den Fenstern Festone; auskragendes Traufgesims mit Zahnschnitt; 2-flügelige Tür mit Fenstergittern aus Gusseisen und Oberlicht original; sprossenlose Fenster neu. | 1874                      | 13.08.1997       | 1/260 (1/034)   |
| Wohn- und Geschäftshaus                                                     | Wohn- und Geschäftshaus                                                     | Innenstadt Breite Straße 23 Karte                                    | 1871 wurde das Wohnhaus erbaut von Zimmermeister Josef Wimmers nach eigenem Plan. 3-geschossiges Wohn- und Geschäftshaus mit Satteldach, traufständig in rechts unterbrochener, sonst geschlossener Reihe. Gastwirtschaft im EG vermutlich seit 1900. Straßenseitige Putzfassade mit historisierenden Schmuckformen, Die Wandöffnungen in vier regelmäßigen Achsen angeordnet. Im EG Wandflächen Quaderputz über Glattputzsockel, abgeschlossen durch kräftiges Gurtgesims. In der linken Achse breiter, über Stufen zurückgesetzter Hauseingang mit Profilrahmung, Rechteckfenster mit knapper Profilrahmung, verzierter Sohlbank und gerahmtem Diamantquader im Brüstungsfeld. Wandflächen der OG Glattputz. In 1. OG Korbbogenfenster mit aufwändiger profilierter Rahmung und Sohlbank, Gebälk-Verdachung auf Konsolen, in den Brüstungen florale Stuckfelder zwischen Diamantquadern. Im 2. OG Segmentbogenfenster mit einfacher Profilrahmung und Sohlbank ähnlich EG, jedoch auf Konsolen, die beiden Mittelfenster mit ornamentiertem Schlussstein. Kranzgesims aus gerahmten Feldern, in den Fensterachsen mit Stuckgirlanden gefüllt. Weit auskragendes Traufgesims. Tür und Fenster modern erneuert. Die Breite Straße als durchlaufende Querachse der wilhelminischen Stadterweiterung ist noch heute weitgehend von den originalen Häusern geprägt. Das Haus Breite Straße 23 gehört zu den ältesten Häusern an dieser Straße und ist (trotz des Verlustes der originalen, sicher kleinteiligen Fenster) ein wichtiges Zeugnis für die zeittypische Wohnhausgestaltung. | 1871                      | 30.10.1995       | 1/222 (1/035)   |
| Wohnhaus                                                                    | Wohnhaus                                                                    | Neuss Breite Straße 24 Karte                                         | 1875 erbaut von Nolden und Otten, Architekt Julius Busch. 3-geschossiges Wohnhaus in drei Achsen mit Satteldach und einer freistehenden Giebelwand; hofseitig 2-geschossiger Anbau mit Pultdach. Neuklassizistische Putzfassade, Mittelachse im 1. und 2. OG durch leichten Vorsprung und Pilasterrahmung betont. Im EG Bänderputz über niedrigem Sockel, rechteckige Fenster und zurückgesetzte Eingangstür in der rechten Achse; profilierte Putzfaschen; Gurtgesims. Im 1. OG in der Mittelachse ehemalig ein Balkon, 1949 oder später beseitigt; rechteckige Balkontür- und Fensteröffnungen mit Gebälkbekrönung, über den Fenstern durch kleine Bögen unterbrochen, Rauten in den Brüstungsfeldern; die Mittelachse durch Pilaster und Architrav gerahmt. In 2. OG Rundbogenfenster mit Sohlbänken und Arkantusblattwerk in Brüstungsfeldern, die Mittelachse durch Pilaster mit rundbogigem Abschluss gerahmt; über den äußeren Fenstern je ein Medaillon mit figürlichen Reliefs. Kranzgesims nur fragmentarisch erhalten. Balkon und 2-flügelige Eingangstür original (Oberlicht verblendet), neue sprossenlose Fenster. | 1875                      | 25.11.1987       | 1/128 (1/036)   |
| Wohnhaus                                                                    | Wohnhaus                                                                    | Innenstadt Breite Straße 25 Karte                                    | Ursprünglich Bestandteil eines bereits 1873 nach gewiesenen Eckhauses Breite Straße / Liedmannstraße; 1897/98 von N. Simons zu drei Wohnhäusern umgebaut, Architekt C. Pannenbecker, 3-geschossiges Wohnhaus in drei Achsen mit Satteldach; straßenseitige Backstein-Putzfassade mit Neurenaissanceschmuckformen, linke Achse und Rechte des Nachbarhauses zusammen Risalit artig leicht verzogen. Im EG Quaderputz über Glattputzsockel, rechteckige Wandöffnungen, zurückgesetzter Eingang in der linken Achse, Gurtgesims. In den OG roter Sichtbackstein; Rechteckfenster auf durchgezogenen Sohlbankgesimsen, mit profilierter Putzrahmung und Verdachung (im 1 OG Dreiecksgiebel, im 2. OG Gebälk mit einem darüber liegendem Muschelornament); Brüstungszone des 1. OG in Glattputz mit vorstehenden Feldern unter den Fenstern. Kranzgesims ursprünglich mit Konsolen wie Nachbarhaus, jetzt einfache Glattputzfläche. Hauseingangstür original, Türoberlicht und Fenster (ursprünglich 3-teilig, jetzt 1-teilig) neu. | 1873                      | 19.09.1988       | 1/139 (1/037)   |
| Wohnhaus                                                                    | Wohnhaus                                                                    | Innenstadt Breite Straße 26 Karte                                    | 1872 von Peter Pfennings erbaut, Architekt Wilhelm Fasbender; 3-geschossig in drei Achsen, ausgebautes Satteldach, Backstein-/Putzfassade mit Neurenaissance-Schmuckformen; im 1. OG Sohlbankgesims, darunter reicher Brüstungsfries, Brüstungsfelder mit Rankenwerk und vollplastischen Masken; Putzband mit Diamantquaderung in Kämpferhöhe; rechteckige Fensteröffnungen; Dreiecksgiebel beziehungsweise Segmentgiebel als Fensterverdachung, Giebel mit Akroterien; im 2. OG Sohlbankgesims auf Konsolen, Putzband mit Diamantquadern in Kämpferhöhe; rechteckige Fensteröffnungen mit Muschelwerkschlusssteinen; weit auskragendes Kranzgesims auf vier Konsolen, zwischen den Konsolen kleine rechteckige Mezzaninfenster; im Dach drei moderne Gauben; Originale 2-flügelige Haustür, neue sprossenlose Fenster. | 1872                      | 13.08.1997       | 1/261 (1/038)   |
| Wohnhaus                                                                    | Wohnhaus                                                                    | Innenstadt Breite Straße 27 Karte                                    | Ursprünglich Bestandteil eines bereits 1873 nachgewiesenen Eckhauses Breite Straße / Liedmannstraße; 1897/98 von N. Simons zu drei Wohnhäusern umgebaut, Architekt C: Pannenbecker; 3-geschossiges Wohnhaus in drei Achsen mit Satteldach; straßenseitige Backstein-/Putzfassade mit Neurenaissance-Schmuckformen, rechte Achse und linke des Nachbarhauses zusammen Risalit artig leicht vorgezogen. Im EG Quaderputz über Glattputzsockel, rechteckige Wandöffnungen, zurückgesetzter Eingang in der rechten Achse; Gurtgesims. In den OG roter Sichtbackstein; Rechteckfenster auf durchgezogenen Sohlbankgesimsen, mit profilierter Putzrahmung und Verdachung (im 1. OG Dreiecksgiebel, im 2. OG Gebälk mit einem darüber liegendem Muschelornament) Brüstungszone des 1. OG in Glattputz mit vorstehenden Feldern unter den Fenstern. Kranzgesims mit Konsolen. Hauseingangstür original, Türoberlicht und Fenster, ursprünglich 3-teilig, jetzt 2-teilig neu. | 1873                      | 19.09.1988       | 1/138 (1/039)   |
| Wohnhaus                                                                    | Wohnhaus                                                                    | Innenstadt Breite Straße 28 Karte                                    | 1874 erbaut zusammen mit dem Nachbarhaus Breite Straße 30 von den Gebrüdern Fasbender, Architekt Wilhelm Fasbender; 3-geschossig in drei Achsen, Satteldach, hofseitiger Quergiebel über den 1. Achsen der Hintergebäude Breite Straße 28 und 30; straßenseitige Putz-/Backsteinfassade mit Neurenaissance-Schmuckformen; im EG niedriger Sockel mit Quaderputz im Wechsel mit Diamantquaderputz, zurückgesetzter Eingang in der rechten Achse; Tür und Fensteröffnungen mit Segmentbögen; Gurtgesims; im 1. OG Sohlbankgesims, darunter schmuckhafte Brüstungsfelder; rechteckige Wandöffnungen mit Stuckumrahmung, Gebälkkrönung und Segmentbogengiebel; Mittelachse durch gesprengten Giebel betont, ursprünglich vorhandener Balkon 1969 beseitigt; horizontale Putzbänder; im 2. OG Sohlbankgesims auf Konsolen, rechteckige Fensteröffnungen mit Stuckrahmung und Gebälkkrönung, horizontale Putzbänder; aufwändiges Kranzgesims auf Konsolen, zwischen den Konsolen Achsel angeordnet ovale Dachbodenfenster; originale 2-flügelige Tür, Oberlicht ersetzt, neue sprossenlose Fenster. Wichtiges Zeugnis der Stadtbaugeschichte erhaltenswert insbesondere aus städtebaulichen Gründen. | 1874                      | 14.08.1997       | 1/262 (1/040)   |
| Wohnhaus                                                                    | Wohnhaus                                                                    | Innenstadt Breite Straße 30 Karte                                    | 1874 erbaut zusammen mit dem Nachbarhaus Breite Straße 30 von den Gebrüdern Fasbender, Architekt Wilhelm Fasbender; 3-geschossig in drei Achsen, Satteldach, hofseitiger Quergiebel über den 1. Achsen der Hintergebäude Breite Straße 28 und 30; straßenseitige Putz-/Backsteinfassade mit Neurenaissance-Schmuckformen; im EG Quaderputz über niedrigem Sockel, zurückgesetzter Eingang mit Pilasterrahmung an der linken Achse. Gurt und Sohlbankgesimse, in den OG horizontale Putzbänder. Alle Wandöffnungen mit Segmentbögen und Schlusssteinen. Im 1. OG Gebälkkrönung, an der Mittelachse gesprengter Giebel, beiderseitig Volutengiebel; schmuckhafte Brüstungs- und Zwischenbrüstungsfelder. Aufwändiges Kranzgesims auf Konsolen, im Architrav Achsel angeordnete rechteckige Dachbodenfenster. Originale 2-Flügeltür mit ersetztem Oberlicht, originale Fenster. | 1874                      | 17.12.1990       | 1/162 (1/041)   |
| Wohnhaus                                                                    | Wohnhaus                                                                    | Innenstadt Breite Straße 34 Karte                                    | 1890/91 erbaut von Notar Eckert, Architekt Heinrich Flören; 3-geschossig in drei Achsen, Mansarddach, Fassade in Gelbem Backstein mit Stuck in Neurenaissance-Schmuckformen; zurückgesetzter Eingang in der rechten Achse; Mittelachse betont durch Balkon auf zwei Konsolen, schmiedeeisernes Gitter, darin Initiale (E); Sockelzone mit Quader- und Diamantquaderputz, Gurt- und Sohlbankgesimse horizontale Putzbänder mit Diamantquadern; Wandöffnungen mit Stuckrahmung, im EG mit Segmentbögen, in den OG rechteckig mit Gebälkbekrönung, im 1. OG übergiebelt durch Segmentbögen mit Kartuschenfüllung; auskragendes Kranzgesims auf Konsolen; originale 2-flügelige Tür mit Ziergitter, neue sprossenlose Fenster, 2 Dachgauben. | 1890/1891                 | 20.08.1997       | 1/263 (1/042)   |
| Wohnhaus                                                                    | Wohnhaus                                                                    | Innenstadt Breite Straße 41 Karte                                    | 1872 von Maurermeister Lorenz Nolden nach eigenem Entwurf als Teil einer 5-Häuser-Gruppe erbaut. Putzfassade mit spätklassizistischen Schmuckformen, 3-geschossig in drei Achsen, Satteldach. Wandöffnungen mit flachen Segmentbögen und profilierter Rahmung. Im EG Bänderputz über schmalem Glattputzsockel, zurückgesetzter Hauseingang in der linken Achse, Gurtgesims. Fenster des 1. OG mit Gebälkverdachung, durchgezogenem verkröpftem Sohlbankgesims, darunter gerahmte Brüstungsfelder. Kräftig auskragendes Kranzgesims, mit kleinen Rosetten besetzt. Eingangstür nicht original, dsgl. ungeteilte, die Maßstäblichkeit der Fassadengliederung beeinträchtigende Fenster (Originalfenster waren mehrteilig) | 1872                      | 27.09.1988       | 1/137 (1/043)   |
| Ehem. Quirinusgymnasium jetzt Teil des Amtsgerichts Neuss                   | Ehem. Quirinusgymnasium jetzt Teil des Amtsgerichts Neuss                   | Innenstadt Breite Straße 48 Karte                                    | 1886/1888 errichtet. 3-geschossiger Backsteinbau mit Neurenaissance-Schmuckformen, symmetrisch angelegt mit übergiebeltem Mittelrisalit, reich gegliedertes Eingangsportal mit Dreiviertelsäulen, Muschelnischen im abgeschrägten Gewände (Figuren fehlen), Korbbogen mit Klötzchenfries und Keilstein, Abschlussgesims mit Ornamentfries und Löwenköpfen (Türblatt durch moderne Glastür ersetzt), darüber hohes Rundbogenfenster, flankiert von Inschrifttafeln; die Seitentrakte schlicht mit Segmentbogen- beziehungsweise Rechteckfenster im OG (durch Ganzglasscheiben ersetzt); ehem. künstlerisch ausgestattete Aula. 1929/30 als Erweiterung entlang der Kanalstraße 3-geschossiger Backsteinbau mit einfachen Fensterbändern, Eckabschnitt (Treppenhaus in Anschluss an Altbau) kreisförmig abgerundet und 4-geschossig, linke Gebäudehälfte mit straßenseitig zurückgesetztem 4. Geschoss. Das Gebäude steht in der Tradition des früheren Jesuiten-Gymnasiums und wurde nach dessen Auflösung im 18. Jh. nach wechselnden Baulichkeiten und Trägerschaften als erstes städtebauliches Gymnasium in Neuss errichtet; daher ist das Gebäude für die Entwicklung des Schulwesens in Neuss von besonderer Bedeutung; darüber hinaus ist die architektonische Qualität, insbesondere des Eingangstraktes, von kunsthistorischem Wert auch in Bezug auf den Bautypus; der Anbau von 1930 steht in bewusstem Kontrast zum Hauptgebäude und ist in seiner kubisch schlichten Gestaltung ein Beispiel für die moderne Schularchitektur der späten 1920er Jahre. | 1886/1888                 | 28.11.1987       | 1/129 (1/044)   |
| Wohnhaus                                                                    | Wohnhaus                                                                    | Innenstadt Breite Straße 52 Karte                                    | 1876 als Teil der Häusergruppe Breite Straße 50–56 von den Gebrüdern Fasbender erbaut, Architekt Wilhelm Fasbender; 3-geschossig in drei Achsen, ausgebautes Satteldach, Putz-/Backsteinfassade von 1905 mit historisierenden Schmuckformen; im EG Quaderputz über niedrigem Sockel, zurückgesetzter Eingang in der linken Achse, Wandöffnungen mit Segmentbögen, Gurtgesims; im 1. OG unter durchgezogenem Sohlbankgesims schmuckhafte Brüstungsfelder mit Blattwerk und Kartuschen beziehungsweise Putto; Fensteröffnungen mit Segmentbögen und profilierter Putzumrahmung, karniesbogenförmige Giebelaufsätze mit Kartuschen und Blattwerk; im 2. OG Fensteröffnungen mit Segmentbögen und profilierter Putzumrahmung; breites Kranzgesims auf Konsolen; neue Tür und neue Fenster ohne Sprossenteilung, große Dachgaube. | 1876                      | 24.09.1997       | 1/264 (1/045)   |
| Wohn- und Geschäftshaus                                                     | Wohn- und Geschäftshaus                                                     | Innenstadt Breite Straße 54 Karte                                    | 1876 als Teil der Häusergruppe Breite Straße 50–56 von den Gebrüdern Fasbender erbaut, Architekt Wilhelm Fasbender; 3-geschossig in drei Achsen, ausgebautes Satteldach, Putzfassade von 1899 mit kargen Neurenaissance Schmuckformen; EG mit modernem Ladeneinbau; Gurtgesims; im 1. OG justifizierende Brüstungsfelder mit kleinen Rosetten, Fensteröffnungen mit Korbbögen, durchgezogene auf kleinen Konsolen ruhende Fensterverdachung mit Segmentbögen; im 2. OG rechteckige Fensteröffnungen mit bekrönendem Gesimsen auf Konsolen; auskragendes Kranzgesims auf Konsolen; Im Dach moderne Dachgaube; neue Fenster ohne Sprossenteilung. | 1876                      | 07.04.1997       | 1/265 (1/046)   |
| Wohnhaus                                                                    | Wohnhaus                                                                    | Innenstadt Breite Straße 56 Karte                                    | 1876 erbaut zusammen mit den angrenzenden Häusern Breite Straße 50, 52, 54 Bauherr Gebrüdern Fasbender erbaut, Architekt Wilhelm Fasbender; 3-geschossig in drei Achsen, mit Satteldach. Straßenseitige Putzfassade von 1898 mit kargen Neurenaissance Schmuckformen. Im EG Quaderputz über niedrigem Sockel, zurückgesetzte Eingangstür in der linken Achse, Gurtgesims. Im 1. OG rustizierende Brüstungsfelder. Tür und Fensteröffnungen durch profilierte Putzfaschen umrahmt; im EG und 1. OG bekrönende Gesimse auf Konsolen, im 2. OG Schlusssteine. Schlichtes breites Kranzgesims; kräftig auskragendes Traufgesims. Neue Tür und sprossenlose Fenster. | 1876                      | 17.05.1994       | 1/209 (1/047)   |
| Wohnhaus                                                                    | Wohnhaus                                                                    | Innenstadt Breite Straße 59 Karte                                    | 1876 erbaut zusammen mit Haus Nr. 60 von den Gebrüdern Fasbender erbaut, Architekt Wilhelm Fasbender; Backsteinfassade mit historisierenden Schmuckformen, im EG Quaderputz; 3-geschossig in drei Achsen, Satteldach; Eingang in der rechten Achse, Gurt-, Sohlbank- und Konsolengesimse, alle Wandöffnungen mit horizontalem Sturz, im 1. OG Brüstungsfelder, Fensterbekrönung mit Karnies bögen und Rocaille formen; neue Tür und neue Fenster ohne Sprossenteilung, ausgebautes Dachgeschoss. |                           | 17.05.1994       | 1/001 (1/048)   |
| Wohn- und Geschäftshaus                                                     | Wohn- und Geschäftshaus                                                     | Innenstadt Breite Straße 65 Karte                                    | 1871 erbaut von Louis Holter, Entwurf Baumeister Julius Busch. 2-geschossigiges Haus mit ausgebautem Satteldach, rechte Achse mit Toreinfahrt, verbreitert, risalitartig vorgezogen und übergiebelt. Die straßenseitige Fassade aus rotem Backstein; verputzter Sockel und Brüstungsfeld im EG Werkstein-Kaffgesims zwischen den Geschossen. Im EG rechteckige Fensteröffnungen und bogenförmige Toreinfahrt. Im 1. OG leicht zurückgesetzte Fensteröffnungen mit Segmentbögen und mit Buckeln besetzten Stuckeinfassungen; in Brüstungsfeldern Stuckrosetten in Vierergruppen. Über der Toreinfahrt rechteckiger Balkon auf zwei Konsolen, Ziergitter, gekoppelte Balkontür, darüber ein Wappen: in Weiß drei grüne Bäume. Neugotischer Originalgiebel nach Kriegszerstörung beidseitig und um 1950 durch Dreieckgiebel mit einem Fenster ersetzt. Kranzgesims mit Stucklaubfries auf Konsolen. Im Dach drei ungleiche Dachgauben, um 1950. Neues Tor, neue Fenster mit Sprossenteilung. | 1871                      | 23.07.1990       | 1/156 (1/049)   |
| Wohnhaus                                                                    | Wohnhaus                                                                    | Innenstadt Breite Straße 70 Karte                                    | 1904/05 von Ludwig Lazarus erbaut, Architekt Theodor Roh; 2-geschossig in drei Achsen, Satteldächer, zur Hofseite Mansarddach, ausgebautes Dachgeschoss; straßenseitige Werksteinfassung mit neugotischen Stuckformen; links zwischenaxial angeordneter 4-seitiger Erker mit dem Grundriss eines halben Sechsecks, ehemals mit spitzem Haubendach; über beiden rechten Achsen großer, geschweifter Giebel; im EG abgesetzter Bruchsteinsockel, in der rechten Achse zurückgesetzter Eingang mit wimpergförmiger Sandsteineinfassung und Oberlicht; Fensteröffnungen mit Sandsteingewänden; im Sockel Flachbögen, im EG Rundbögen, im OG Vorhangbögen; im Giebel 4-faches Fenster mit Vorhangbögen, darüber ein lilienförmiger Ankersplint und ein Vierpass; beide Erkerfenster mit Oberlicht und Vorhangbögen, in den Erkerbrüstungsfeldern je ein Dreischneuß; im Dach in der linken Achse eine Dachgaube mit gekoppeltem Fenster; Haustür original, in den Kellerfenstern schmiedeeiserne Ziergitter | 1904/1905                 | 13.06.1997       | 1/266 (1/050)   |
| Wohnhaus (Fassade)                                                          | Wohnhaus (Fassade)                                                          | Innenstadt Breite Straße 71 Karte                                    | Vor 1865 von Wilhelm Mostert erbaut; Backsteinfassade mit historisierenden Schmuckformen, im EG Bänder-Putz; 2-geschossig in drei Achsen, Satteldach; Gurt-, Sohlbank- und Dachgesims mit Klötzchenfries, Fenster mit horizontalem Sturz, im OG mit Dreiecksgiebel und Rundbögen Verdacht, Brüstungsfelder; 1981 bis auf die Fassade abgebrochen und durch Neubau ersetzt, als Bürogebäude genutzt, ehem. rechts gelegener Eingang zu einem Fenster umgebaut, neue Fenster (Aluminiumrahmen ohne Sprossenteilung), neues Dach mit zahlreichen Fenstern. Trotz der Veränderungen als Bestandteil der ältesten Baugruppe der Straße wichtiges Zeugnis der Stadtbaugeschichte erhaltenswert insbesondere aus städtebaulichen Gründen. | vor 1865                  | 04.04.1985       | 1/002 (1/051)   |
| Wohnhaus                                                                    | Wohnhaus                                                                    | Neuss Breite Straße 72 Karte                                         | 1904/05 erbaut von Josef Lones, Architekt Carl Schaumburg. 2-geschossiges Wohnhaus in drei Achsen, die linke Achse verbreitert, leicht vorstehend und übergiebelt; Satteldach zwischen überstehenden Giebelwänden, zur Straßenseite steiler und mit Schiefer eingedeckt. Die straßenseitige Bänderputzfassade mit neubarocken Schmuckformen: Abgesetzter rustizierte Quaderputzsockel. Im EG Rundbogenfenster mit Sohlbänken über Brüstungen mit Pilaster Flankierung, bekrönende florale Ornamente; Hauseingang in der rechten Achse mit flankierenden Pilastern, Schweifgiebel und Muschelbekrönung, Tür in Korbbogennische zurückgesetzt, darüber Oval Fenster; Gurtgesims. Im 1. OG durchgezogenes Sohlbankgesims, unter gerahmten Rechteckfenstern Brüstungsfelder zwischen ornamentierten Streifenkonsolen, darüber Gesimsverdachung mit bekrönenden florale bzw. Palmettenornamenten; in der linken, durch Pilaster flankierten Achse gekoppeltes Fenster mit reich verziertem Brüstungsfeld; Gurtgesims, in der linken Achse als Segmentbogen geführt. Über durchlaufendem Dachgesims links geschweifter Giebel mit schmalem Rundbogenfenster, flankiert von Pilastern und bekrönt von einem Muschelornament; rechts kleinere Gaube mit geschweiftem Dach, darunter Brüstungsfeld mit Scheinbalustern. Fenster und Kellerfenstergitter original, Tür stilgerecht erneuert (vermutlich um 1930) | 1904/1905                 | 11.08.1987       | 1/126 (1/052)   |
| Wohnhaus                                                                    | Wohnhaus                                                                    | Innenstadt Breite Straße 72a Karte                                   | 1905 von Witwe H. Thiessen erbaut, Architekt Carl Schaumburg; Putzfassade mit historisierenden Schmuckformen, 2 ½-geschossig in zwei höhenversetzten Achsen, ausgebautes Satteldach mit wechselnder Firstrichtung; hoher Werksteinsockel; in der rechten Achse zurückgesetzter Eingang mit seitlichen Fenstern in zusammenfassender Rahmung mit Karniesbogenabschluss; verbreiterte linke Achse leicht vorgezogen, im EG zwei Segmentbogenfenster, im OG Dreierfenster mit Karniesbogenabschluss und Schmuckgirlande unter Sohlbank, reich verzierter Volutengiebel mit Segmentbogenfenster und Baujahrzahl in Emblem; Tür und Fenster (ausgenommen EG) original. | 1905                      | 12.03.1987       | 1/105 (1/053)   |
| Wohnhaus                                                                    | Wohnhaus                                                                    | Innenstadt Breite Straße 73 Karte                                    | Vor 1865 vermutlich von Cornelius Reistorf erbaut. 2-geschossiges Wohnhaus in drei Achsen mit ausgebautem Satteldach, an der Gartenseite 2-geschossiger Anbau mit Pultdach. Straßenseitige Fassade in Putz, horizontal gegliedert durch knappen Sockel mit Abschlussprofil, Sohlbank- und Gurtgesims in beiden Geschossen und stark profiliertes Kranzgesims mit Zahnschnitt. In der Brüstungszone der OG-Fenster über die gesamte Hausbreite durchlaufendes Profilrahmenfeld. Sämtliche Wandöffnungen mit profilierter Rahmung; Eingangstür (in der linken Achse) und EG-Fenster rechteckig, OG-Fenster mit flachen Segmentbögen. Neue großflächige Tür mit Oberlicht, neuer stilgerechte Fenster. Als Bestandteil der ältesten Hausgruppe in der Breite Straße Nr. 71–79 und als Zeugnis einfachen Wohnungsbaus mit gehobenen Repräsentationsansprüchen aus volkskundlichen und städtebaulichen Gründen erhaltenswert. | vor 1865                  | 29.07.1987       | 1/114 (1/054)   |
| Wohnhaus                                                                    | Wohnhaus                                                                    | Innenstadt Breite Straße 75 Karte                                    | Vor 1865 vermutlich von Cornelius Reistorf erbaut. 2-geschossiges Wohnhaus in drei Achsen mit ausgebautem Satteldach, an der Gartenseite 2-geschossiger Anbau mit Pultdach. Straßenseitige Fassade vermutlich Ende 19. Jh. Profilierter Sockel, im EG Streifenputz, abgeschlossen durch Palmettenfries mit darüber liegendem Sohlbankgesims der OG-Fenster, im OG Glattputz, darüber aufwändiges Kranzgesims mit Zahnschnitt und Konsolen. Eingangstür (in der linken Achse) und Fenster rechteckig mit profilierter Rahmung; OG-Fenster mit Gebälk auf Konsolen Verdacht. 1959 Neubau des Dachstuhls mit hohen 3-fenstrigen Dachgauben zur Straßen- und Gartenseite über nahezu gesamte Hausbreite. Neuere stilgerechte Tür mit Oberlicht, neue 3-teilige Fenster. | vor 1865                  | 29.07.1987       | 1/115 (1/055)   |
| Wohnhaus                                                                    | Wohnhaus                                                                    | Neuss Breite Straße 76 Karte                                         | 1904 erbaut von Heinrich Weyers nach eigenem Entwurf; 2-geschossiges Eckhaus in 3:2 Achsen mit 2-geschossigem 5-seitigem Erker mit Haubendach in der Lenkachse, ausgebautes Mansarddach, Backstein-/Stuckfassade; im EG Wandöffnungen mit Rundbögen, weit zurückgesetzter Eingang in der Mittebandlachse zur Breite Straße hin. Sockel, Lenkachse, Tür- und Fenstereinfassungen aus rustizierte Quadern, rustizierte Eckquader, Gurtgesims; im 1. OG Rechteckfenster mit abgegrenzten Brüstungsfeldern, Halbsäuleneinfassung und übergiebelter Gebälkkrönung (Dreieck, über dem Eingang Segmentbogen), Eckquader, in der Höhe des Fenstersturzes umlaufendes Putzband; auskragendes Kranzgesims; im Dach Achsel angeordnete Dachgauben mit Rechteckfenster, in der Eingangsachse spitz übergiebeltes Rundbogenfenster (Giebelform verändert); im DG des Erkers Rundbogenfenster, gegliedert durch Halbsäulen; 3-achsige Hoffassade, im EG verbaut; die mittlere verputzte Risalitachse mit Rundbogenfenster im OG, beiderseitig Rechteckfenster mit bekrönenden Karniesen; originale Tür, neue Fenster ohne Sprossenteilung. | 1904                      | 18.08.1997       | 1/267 (1/056)   |
| Wohnhaus                                                                    | Wohnhaus                                                                    | Innenstadt Breite Straße 77 Karte                                    | 1865 zusammen mit Nachbarhaus Breite Straße 79 von Cornelius Reistorf erbaut nach Plan von J. Orlean. 2-geschossiges Wohnhaus in drei Achsen mit ausgebautem Satteldach; an der Gartenseite 2-geschossigesr Anbau mit Pultdach (im Bauplan von 1865 nicht enthalten, jedoch 1872 als Bestand nachgewiesen). Straßenseitige Fassade in Putz, horizontal gegliedert durch knappen Sockel, Gurtgesimse über EG und OG und profiliertes Kranzgesims mit Zahnschnitt. Gurtgesims über OG zugleich Sohlbank der gekoppelten Rechteck-Fensternischen in der als Mezzanin gestalteten obersten Fassadenzone (im Bauplan von 1865 noch nicht enthalten). Eingangstür (in der linken Achse) und Fenster mit flachen Segmentbögen und profilierter Rahmung. Neue Tür, neue Fenster mit rechteckigen Ganzglasscheiben. | 1865                      | 29.07.1987       | 1/116 (1/057)   |
| Wohn- und Geschäftshaus                                                     | Wohn- und Geschäftshaus                                                     | Innenstadt Breite Straße 78 Karte                                    | 1905 von Eberhard Brunswicker an der rechten Achse, darüber drei von Pilastern gerahmten an der Ecke zur Drususallee erbaut, Architekt Heinrich Greven; Putzfassade mit historisierenden und Jugendstilschmuckformen; 3-geschossig in 3:5 Achsen; an der Breite Straße überdachter Eingang in der rechten Achse, darüber drei von Pilastern gerahmte Fenster, Ecke abgekantet mit Rundbogentür und einem Fenster in 2. OG, an der Drususallee Seitenrisalit über drei Achsen mit Spitzgabel, Balkonen und 2-geschossigem Erkertürmchen mit Helmdach und Turmknopf; 1981–1983 Umbau der hofseitigen Fassade und des Inneren, an der Straßenfassade neue Fenster ohne Sprossenteilung, im EG in der Sockelzone verlängert. | 1905                      | 04.04.1985       | 1/003 (1/058)   |
| Wohnhaus                                                                    | Wohnhaus                                                                    | Innenstadt Breite Straße 79 Karte                                    | 1865 zusammen mit Nachbarhaus Breite Straße 79 von Cornelius Reistorf erbaut nach Plan von J. Orlean. 2-geschossiges Wohnhaus in drei Achsen mit ausgebautem Satteldach; an der Gartenseite 2-geschossigesr Anbau mit Pultdach (im Bauplan von 1865 nicht enthalten, jedoch 1872 als Bestand nachgewiesen). Straßenseitige Fassade in Putz ohne Schmuckformen, knapper Sockel und einfach profiliertes Kranzgesims. Wandöffnungen mit flachen Segmentbögen, Fenstereinfassungen leicht zurückgesetzt, Eingangstür in der rechten Achse mit zwei Stufen und schlicht profilierter Rahmung. 1954 Modernisierung mit Ausbau des Dachgeschosses und des Anbaus. | 1865                      | 29.07.1987       | 1/117 (1/059)   |
| Wohnhaus                                                                    | Wohnhaus                                                                    | Innenstadt Breite Straße 80 Karte                                    | 1905 erbaut von Heinrich Weyers nach eigenem Entwurf; 3-geschossiges Wohnhaus in vier Achsen, 1930 ausgebautes Satteldach. Straßenseitige Quaderputzfassade mit Neurenaissance Schmuckformen, zurückgesetzte Eingangstür in der rechten Achse, in der breiteren Achse, der 2. Achse von rechts, im 1. OG ein zweiseitiger Dreieckserker mit Balkon. Im EG Tür- und Fensteröffnungen mit Rundbögen, in der Erkerachse breiteres Fenster mit Korbbogen; Gurtgesims, darüber im 1. OG Brüstungsfelder mit Rollwerk. In den OG rechteckige Balkontür- und Fensteröffnungen mit Putzfaschen und Giebelbekrönung. Im 1. OG Dreiecksgiebel mit Muschelfüllung und bogenförmiger Umrahmung; im 2. OG Gebälkbekrönung, darüber Segmentbögen mit Akantusblattfüllung, die Balkontür in flacher segmentbogig bekrönter Wandnische. Über profiliertem Kranzgesims Dachaufbau mit Rechteckfenster und flachem Giebel. Tür und Fenster original. | 1905                      | 08.03.1996       | 1/238 (1/060)   |
| Wohn- und Geschäftshaus                                                     | Wohn- und Geschäftshaus                                                     | Innenstadt Breite Straße 81 Karte                                    | Haupthaus: 1872 von Gebrüder Fasbender erbaut, Architekt Wilhelm Fasbender; 3-geschossiges Eckhaus in 5:3 Achsen, Eckachse mit dreiseitigem Erker und Balkon von 1900; Walmdach; an der Breite Straße 2-geschossiger Anbau in fünf Achsen, Satteldach; Putzfassade mit spätklassizistischem Dekor. EG mit rechteckigen Tür und Fensteröffnungen, moderner Ladeneinbau mit Eingang in der Eckachse; originaler Eingang zu den Wohnräumen an der Mittelachse zur Breite Straße hin; Bänderputz teilweise erhalten; Gurtgesims; in OG durchgezogenes Sohlbankgesims über gerahmten Brüstungsfeldern, rechteckige Tür und Fensteröffnungen mit Gebälkbekrönung, an der Kanalstraße übergiebelt, in der 2. linken Achse zur Breite Straße hin verblendet; im 2. OG Sohlbänke, an der Kanalstraße auf Konsolen, rechteckige Fensteröffnungen mit Gebälkbekrönung, in der 2. linken Achse zur Breite Straße hin verblendet; Balkontür mit Rundbogen; ehemaliges aufwändiges Kranzgesims, 1965 beseitigt. Anbau: im EG vertikale Gliederung durch Pilaster, Gurtgesims, im OG durchgezogenes Sohlbankgesims, Rechteckfenster mit Gebälkbekrönung. | 1872                      | 20.11.1997       | 1/254 (1/061)   |
| Wohnhaus                                                                    | Wohnhaus                                                                    | Innenstadt Breite Straße 82 Karte                                    | 1905 von Heinrich Weyers erbaut, Architekt Robert Strerath; Bänder-Putzfassade; 3-geschossig in vier Achsen, Satteldach mit Dachgauben; Eingang links, anschließende Achse betont durch breiteres Fenster im EG, dreiseitigen Erker, Fenster zum Balkon mit vorgeblendetem Rundbogen, alle Wandöffnungen rundbogenförmig, Brüstungsfelder mit figürlichen Darstellungen, horizontale Gliederung mit Sohlbank- und Kämpfergesimsen, Bogen- und Lilienfries; neue Tür und neue Fenster (Kunststoffrahmen mit Scheibensprossen). | 1905                      | 04.04.1985       | 1/004 (1/062)   |
| Wohnhaus                                                                    | Wohnhaus                                                                    | Innenstadt Breite Straße 86 Karte                                    | 1899 erbaut von Mathias Gilges, Architekt Jacob Renner; 3-geschossig in 3 Achsen, ausgebautes Satteldach, Backstein-/Putzfassade mit historisierenden Schmuckformen; EG in Quaderputz, Sockelgesims, durchlaufendes Sohlbankgesims, rechteckige Wandöffnungen mit profilierter Stuckrahmung, zurückgesetzte Eingangstür in der linken Achse, Gurtgesims; Obergeschosse in Backstein; im 1. OG durchlaufendes Sohlbankgesims, darunter Brüstungsfelder mit Maßwerk; pilastergerahmte rechteckige Fensteröffnungen mit Gebälkbekrönung; horizontales Putzband in Höhe der Verdachung; im 2. OG durchlaufendes Sohlbankgesims, rechteckige Fensteröffnungen mit profilierter Stuckrahmung, Gebälkverdachung und segmentbogenförmiger Giebelbekrönung; horizontales Putzband in der Höhe der Verdachung; Dachgesims mit Konsolen und Fries; Haustür und Fenster der Obergeschosse original. | 1899                      | 19.08.1997       | 1/268 (1/063)   |
| Wohnhaus                                                                    | Wohnhaus                                                                    | Innenstadt Breite Straße 88 Karte                                    | 1898/99 von Jacob Renner nach eigenen Entwürfen erbaut; Putzfassade; 3-geschossig in nicht durchgezogenen Achsen, Satteldach; Eingang rechts, in der Mitte 3-geschossiger Erker aus Fachwerk in Weserrenaissance Schmuckformen, im 1. OG dreiseitig mit vierteiligem Fensterband, im 2. OG seitliche Fenster wandbündig, dreiseitiges Erkertürmchen mit spitzen Helmdächern, Dachaufsatz mit Bleiverplattung; Tür und Fenster mit kleinteiligen Oberlichtern Originalzustand, 1978 instand gesetzt, Baujahreszahl am Erker. | 1898/1899                 | 04.04.1985       | 1/005 (1/064)   |
| Wohnhaus                                                                    | Wohnhaus                                                                    | Innenstadt Breite Straße 90 Karte                                    | 1898/99 erbaut von Wilhelm Nowack, Architekt Jakob Renner; 3-geschossig in drei Achsen, Satteldach, Backstein-/Putzfassade mit historisierenden Schmuckformen; im EG Quaderputz über niedrigem Sockel, leicht zurückgesetzter Eingang in der linken Achse; Wandöffnungen mit profilierter Putzrahmung und Vorhangbögen, Gurtgesims; in den Obergeschossen Backstein; im 1. OG durchgezogenes Sohlbankgesims, darunter Brüstungsfelder mit Maßwerk; rechteckigen Fensteröffnungen mit profilierte Putzrahmung und Gebälkverdachung, bekrönende Dreiecksgiebel mit vollplastischen Masken; im Kämpferhöhe horizontales Putzband; im 2. OG durchgezogenes Sohlbankgesims, rechteckige Fensteröffnungen mit profilierter Putzrahmung und Gebälkbekrönung; profiliertes Kranzgesims; Tür mit Oberlicht und Fenster original. | 1898/1899                 | 19.08.1997       | 1/269 (1/065)   |
| Wohnhaus                                                                    | Wohnhaus                                                                    | Innenstadt Breite Straße 92 Karte                                    | 1904 von Damian Rings und Catharina Nocken erbaut, Architekt Carl Schaumburg; Backstein-Putz-Fachwerk-Fassade, 2-geschossig in zwei Achsen, linke verbreiterte Achse leicht vorgezogen, ausgebautes Satteldach mit wechselnder Firstrichtung; hoher Putzquader-Sockel mit abschließendem Gesims; Wandfläche im EG und OG Backstein, durch Gurtgesimse und horizontale Putzstreifen in Höhe der Fensterbänke gegliedert; Wandöffnungen mit Putzrahmung, in der rechten Achse zurückgesetzter Eingang mit Oberlicht; Fachwerkgiebel in der linken, Dachhäuschen in der rechten Achse; Tür und Fenster Originalzustand. | 1904                      | 16.01.1987       | 1/103 (1/066)   |
| Wohnhaus                                                                    | Wohnhaus                                                                    | Innenstadt Breite Straße 94 Karte                                    | 1904 erbaut von Wilhelm Berger, Architekt Wilhelm Metzer; 2-geschossig in drei Achsen, ausgebautes Mansarddach, Backstein-/Putzfassade mit historisierenden Schmuckformen; im EG Quaderputzsockel, durchgezogenes Sohlbankgesims, Putzquader beziehungsweise Putzbänder mit Diamantquaderung, Tür- und Fensteröffnungen mit Segmentbögen; Eingang in der linken Achse, Gurtgesims; OG in roten Backstein, rechteckige Fensteröffnungen mit aufwändiger Gebälkbekrönung mit gesprengten Giebeln, in der Mittelachse flankierende Halbsäulen auf Konsolen; ausgebautes Kranzgesims auf Konsolen; im Dach zwei ungleiche Dachgauben mit verbretterten Giebeln; die linke, größere Gaube mit gekoppeltem Fenster zwischenaxial angeordnet. Originale Tür mit ersetztem Oberlicht, originale Fenster. | 1904                      | 20.08.1997       | 1/270 (1/067)   |
| Wohnhaus                                                                    | Wohnhaus                                                                    | Neuss Breite Straße 99 Karte                                         | 1899 zusammen mit Haus Nr. 101 von Arnold Cremer erbaut, Architekt Theodor Lümen; Backstein-Putzfassade mit neugotischen Schmuckformen; 3-geschossig in drei Achsen mit Mezzanin, Satteldach; rechte Ache betont durch dreiseitigem Erker über dem Eingang, Balkon und spitzbogen-förmigen Dachgiebel mit Drillingsfenster, im EG und 1. OG Spitzbogenfenster, Brüstungsfelder und Balkongeländer mit Maßwerk, Baujahreszahl am Giebel; neue Tür und neue Fenster (Kunststoffrahmen ohne Sprossenteilung). | 1899                      | 04.04.1985       | 1/006 (1/068)   |
| Wohnhaus                                                                    | Wohnhaus                                                                    | Innenstadt Breite Straße 101 Karte                                   | 1899 zusammen mit Haus Nr. 99 von Arnold Cremer erbaut, Architekt Theodor Lümen; Backstein-Putzfassade mit neugotischen Schmuckformen; 3-geschossig in drei Achsen Mittelachse betont durch Balkontür im 1. OG und Mezzaninfenster; im EG zurückgesetzte Eingangstür in der linken Achse, rechteckige Tür- und Fensteröffnungen, in beiden Außenachsen Spitzbogenfenster mit Maßwerken, im linken Bogen ein Wappen; im OG Tür- und Fensteröffnungen mit Segmentbögen, Gurtgesims; im 2. OG durchlaufendes Sohlbankgesims, darunter Brüstungsfelder mit Maßwerk; Kranzgesims mit liegender Weinranke; Tür original, Oberlicht ersetzt, neue Fenster ohne Sprossenteilung; Balkon der Mittelachse entfernt. Wichtiges Zeugnis der Stadtbaugeschichte, Dokument für die Wohn- und Lebensweise in einem Stadterweiterungsviertel der Jahrhundertwende, erhaltenswert insbesondere aus städtebaulichen und architekturgeschichtlichen Gründen, als ein dem Standard der Zeit entsprechendes Reihenwohnhaus in einem gründerzeitlichen Stadterweiterungsquartier. Der Stilpluralismus der Zeit findet hier eine neugotische Ausprägung. | 1899                      | 12.12.1997       | 1/255 (1/069)   |
| Wohnhaus                                                                    | Wohnhaus                                                                    | Innenstadt Breite Straße 102 Karte                                   | 1930 vom Neusser Gemeinnützigen Bauverein als Bestandteil einer geschlossenen Baugruppe von fünf Miethäusern erbaut, Architekt Dominikus Heurich; Backsteinfassade mit Hartzementgewänden; 3-geschossig in drei Achsen, ausgebautes Satteldach; über der Türachse links vertikales Fensterband über beide OG, Gurtgesims; neue zweiteilige Fenster (Kunststoffrahmen ohne Sprossenteilung). | 1930                      | 04.04.1985       | 1/007 (1/070)   |
| Wohnhaus                                                                    | Wohnhaus                                                                    | Innenstadt Breite Straße 105 Karte                                   | Erbaut 1905 von Architekt Carl Schaumburg nach eigenem Entwurf. 1965/66 Umbau für Büronutzung; 1989 Umbau als Wohnheim. 3-geschossiges Eckhaus mit hohem Walmdach, die in den Obergeschossen abgerundete Gebäudeecke durch kegelförmiges Helmdach betont. Straßenseitige Fassaden in Basaltlava, Rauputz und Sandstein, die Wandöffnungen überwiegend axial angeordnet. Wandflächen des EG bis Sohlbankhöhe des 1. OG Basaltlava, in der rechten Gebäudehälfte an der Breite Straße sockelartig nur bis Fenstermitte reichend und mit Sandsteingesims zwischen den Basaltflächen des übrigen EG. Türen und Fenster mit Segmentbögen und Sohlbänken aus Sandstein. An der Breite Straße Hauseingang mit daneben liegenden Garderoben-Fensterchen unter gemeinsamem Oberlicht. Rechts anschließend kleiner Nebeneingang (1966 untere Hälfte vermauert). Hofmauer aus Basaltlava, mit Sandsteingesims: Stumpfwinkelige Gebäudeecke mit Dach zur Rundecke der OG, schmales Fensterchen 1966 vermauert. Wandflächen der OG in Rauputz, runde Gebäudeecke turmartig herausgehoben durch Basaltlava wie EG. Die schmalen Rechteckfenster mit Sturz und Sohlbank aus Sandstein, ebenso die Mittelstütze der Eckfenster. Im 2. OG Wandabschnitt beiderseits der Basalt-Ecke leicht vorgezogen auf Sandsteinbalken mit-konsolen. Rechte Gebäudehälfte an der Breite Straße mit Sandsteinquadern eingefasst und durch Giebel mit Krüppelwalm in der Dachzone verlängert; steigende Fensterreihen entsprechend der dahinter liegenden Treppenläufe. Kräftig auskragendes Dachgesims mit Kastenrinne. Die Gebäudeecke kreisrund in den Dachbereich verlängert und von einem spitzen Kegeldach mit Abschlussknauf bekrönt. Breite Dachgauben von 1966 (anstelle der oberen Fensterabschnitte). Das von dem namhaften Neusser Architekten Carl Schaumburg entworfene Haus ist ein typisches Beispiel für die zeitgenössischen Versuche einer „freien“ Fassadengestaltung in Anlehnung an englische Vorbilder. Mit der turmartigen Gestaltung der Gebäudeecke wird die besondere Situation des Hauses an der Kreuzung der Hauptachsen der Wilhelminischen Neustadt (Drususallee und Breite Straße) hervorgehoben. | 1905                      | 13.11.1995       | 1/220 (1/071)   |
| Wohn- und Geschäftshaus                                                     | Wohn- und Geschäftshaus                                                     | Innenstadt Breite Straße 113 Karte                                   | 1926/27 von Adolf Gürtler nach eigenen Entwürfen an der Ecke zur Drususallee erbaut; Backsteinfassade mit Sandsteingliederung; 4-geschossig in 2:3 Achsen, Walmdach flachgedeckte Eckachse vorgezogen mit über Eck gestellten Fenstern, im EG als Ladenfenster, Türachse an der Breite Straße mit versetzt angeordneten Flurfenster, Sohlbank- und Sturzgesimse bis zur Eckachse durchgezogen; an der Drususallee nachträglich eingebauter Eingang und vergrößerte Fenster, Einrichtung eines zweiten Ladenlokals, neue Fenster (Kunststoffrahmen mit Scheinsprossen). | 1926/1927                 | 04.04.1985       | 1/008 (1/072)   |
| Wohnhaus                                                                    | Wohnhaus                                                                    | Innenstadt Breite Straße 117 Karte                                   | 1901 von Heinrich Frommen erbaut. 3-geschossiges Wohnhaus in drei Achsen mit ausgebautem Satteldach. Quaderputzfassade mit neugotischen Schmuckformen. Im EG Tür- und Fensteröffnungen mit Spitzbögen, Eingang in der rechten Achse, Gurtgesims. In den OG gerahmte Fenster mit durchgezogenen Sohlbankgesims, Brüstungsfelder mit Maßwerkfüllung, Gesimse in Fenstersturzhöhe. Im 1. OG rechteckige Fensteröffnungen bekrönt durch Kielbögen mit Kreuzblumen, die in die Brüstungsfelder des 2. OG übergreifen; im 2. OG Fensteröffnungen mit Kielbögen, bekrönende Kreuzblumen, beiderseitig der Mittelachse palmettenartig Ankersplinte. Kranzgesims mit Spitzbogenfries. Im Dach breite Dreifenstergaube von 1949. Fenster original, Tür erneuert. | 1901                      | 23.06.1988       | 1/136 (1/073)   |
| Wohnhaus                                                                    | Wohnhaus                                                                    | Innenstadt Breite Straße 119 Karte                                   | 1903 erbaut von Heinrich Frommen, Architekt Jacob Renner. Ursprünglich 3-geschossiges Haus in vier Achsen, 1972 um 1 Geschoss aufgestockt, linke Giebelwand freistehend. Straßenseitige Putzfassade mit neugotischen Schmuckformen, zurückgesetzter Eingang an der linken Achse. Im EG Tür- und Fensteröffnungen mit Segmentbögen und arkadenartiger Einfassung; Gurtgesims. In den OG Rechteckfenster; im OG Brüstungsfelder mit Maßwerken und Wimperg Bekrönung, im 2. OG durchgezogenes Sohlbankgesims, durchlaufendes rechteckig abgewinkeltes Profil in Fenstersturzhöhe. Aufwändiges Kranzgesims mit Dreipass Fries und Laubranke, darüber modernes Dachgeschoss. Neue Tür, neue sprossenlose Fenster. | 1903                      | 20.07.1990       | 1/155 (1/074)   |
| weitere Bilder                                                              | Evang. Christuskirche                                                       | Innenstadt Breite Straße 121 Karte                                   | 1905/06 von Moritz Korn auf dem alten um 1800 geschlossenen Junkernfriedhof als älteste Evang. Kirche in Neuss in neuromanischem Stil erbaut; kreuzförmiger Grundriss, 3-schiffig, Langhaus mit fünf Jochen, offene Empore zu beiden Seiten des Mittelschiffs, Vorhalle, eingezogener Chor mit anschließender halbrunder Apsis und südlich angebautem Sakristeiraum auf rechteckigem Grundriss; Doppelturmfassade südlicher Turm 4-geschossig mit Helmdach, über dem Hauptportal Kopie der Thorwaldesen’schen Christusstatue von Kernchen, nördlicher Turm 3-geschossig, leicht zurückversetzt mit Nebenportal und 8-seitigem Giebelabschluss; Aufbau des Mittelteils entspricht weitgehend dem der Querhausfassade; bossierter Haustein mit Tufflisenen und Eckquaderung, Schmuckformen wie Säulchen etc. aus Sandstein, Rippen in Backstein; originale Ausmalung und Glasfenster nicht erhalten; Kanzel und Gestühl Originalzustand; seit 1980 Sanierungsarbeiten. | 1905/1906                 | 04.04.1985       | 1/009 (1/075)   |
| Wohnhaus                                                                    | Wohnhaus                                                                    | Innenstadt Breite Straße 133 Karte                                   | 1897 von Mathias Derstappen erbaut, Architekt Jacob Renner; 3-geschossig in drei Achsen, Pultdach; Backstein-/Putzfassade mit historisierenden Schmuckformen, Mittelachse durch Erker betont; Sockel und EG in Quaderputz; im EG zurückgesetzte Eingangstür mit Oberlicht in der rechten Achse, rundbögige Wandöffnungen, die beiden äußeren mit Schlussstein; Sockelgesims, unter den Fenstern Diamantquader, Gurtgesims; in den OG Backstein, seitlich übereinander gestellte Putzpilaster; im 1. OG dreiseitiger Erker mit Aufsatz im 2. OG, durchlaufendes Sohlbankgesims, Darunter Brüstungsfelder, rundbogige Wandöffnungen, die beiden äußeren mit Schlusssteinen; im 2. OG Rechteckfenster, darunter Brüstungsfelder, waagerechte Verdachung, Fenster durch waagerechten Putzstreifen verbunden, in der Mittelachse zwei Stuckwappen, darüber zwei Anker; auskragendes Dachgesims, abschließende Balustrade (ursprünglich mit mittlerem Figuren- und seitlichem Vasen-Schmuck); Fenster und Tür (Oberlicht Originalzustand erneuert). | 1897                      | 12.08.1997       | 1/256 (1/076)   |
| Wohnhaus                                                                    | Wohnhaus                                                                    | Innenstadt Breite Straße 135 Karte                                   | 1897/98 von Mathias Derstappen erbaut, Architekt Jacob Renner; 3-geschossig in drei Achsen, Pultdach; Backstein-/Putz-Fassade mit historisierenden Schmuckformen; Sockelgesims, Gurtgesimse; zurückgesetzte Eingangstür mit Oberlicht in der linken Achse; in der Mittelachse des 1. OG Balkonbrüstung auf tiefgezogenen Konsolen (ursprünglich dreiseitiger Erker), seitliche Wandöffnungen mit Schmuckbekrönung; reich verziertes Kranzgesims mit aufwändiger Bekrönung in der Mittelachse. Fenster erneuert, Tür original. | 1897/1898                 | 12.08.1997       | 1/257 (1/077)   |
| ehemaliger Schreinereibetrieb                                               | ehemaliger Schreinereibetrieb                                               | Innenstadt Breitgasse 7 Karte                                        | 1905 erbaut als Lagerschuppen und Werkstelle von Theodor Zee, Architekt Carl Schaumburg; ursprünglich zum Drususallee 64 gehörend; traufständiger, schmaler 2-geschossiger Backsteinbau in drei Achsen, flachgeneigtes Satteldach; im Nordteil unterkellert, die ältere Bausubstanz einbezieht; Kappengewölbe an östlicher und westlicher Seite aufliegend, Kappen unterstützt von einem Stahlunterzug der Firma Zypen in NP 30 auf gemauerter Stütze; im Erdgeschoss Niveauunterschied von etwa 1 m bedingt durch den nicht vollständig unter Erdbodenniveau eingetieften Keller, Niveauunterschied im Inneren zur Anbringung einer Trennwand aus Holzfachwerk genutzt die mit einer zentralen Öffnung im ursprünglichen Zustand erhalten ist; Tür und Fensterstöcke sowie Holzsprengwerk der Dachkonstruktion, die in profilierten Sparrenköpfen an den Dachüberständen ausläuft, original; an der Ostseite ins Obergeschoss führenden Treppenaufgang von einem wohl in den 20er Jahren entstandenen reich gezierten Geländer umgeben; in der Nordwesteck des 1. OG geringfügige Veränderungen durch spätere Abteilung eines Büroraumes. Der Bau ist Zeugnis einer einfachen Werkarchitektur zu handwerklichen Zwecken mit einem Minimum an Bauzier, jedoch werkgerecht an die Zwecke angepasst ausgeführt. | 1905                      | 25.11.1998       | 1/301 (1/078)   |
| Schoenenhof 2                                                               | Schoenenhof 2                                                               | Rosellen Brunnenstraße 2 Karte                                       | Großer 4-flügeliger Backsteinhof, erbaut 1885 anstelle eines älteren Kleinbauernhofes. An der Südostecke repräsentative herausgehobenes 2-geschossiges Wohnhaus in 5:4 Achsen mit hohem Satteldach. Schlanke etagenweise unterschiedlich hohe Stichbogenfenster mit knapper Fensterbank, an der Straßenseite zusätzlich mit girlandenartiger Backsteinverdachung. Dort auch weitere Gestaltungselemente: knapp vorspringender Sockel, Traufseite mit Bogenfries unter dem mehrfach auskragenden Traufgesims, Giebelseite gerahmt von Pilastern mit kapitellartigen Abschlussgesims, getrepptes Ortganggesims. An der Traufseite in der Mittelachse der über drei Stufen zurückgesetzte stattliche Hauseingang (dahinter durchlaufendes Querdiele). Der Vorplatz geprägt von vier gestutzten Linden in Reihe. Nördlich am Wohnhaus anschließend der niedrigere 2-geschossige Ostflügel mit Satteldach (zum ursprünglichen Gebäudebestand gehörig, mit Kleintierställen im EG und Gesindewohnungen im OG). Kleine schmucklose Wandöffnungen, zum Hofinneren teilweise verändert; dort auch verputzte Wandflächen im OG und Vordach im EG. Westlich neben dem Wohnhaus Hofeinfahrt mit überdachten Torbogen (hier als Mauerankerköpfe Baujahreszahl 1885), daneben schmaler „Pförtner“-Raum. Die westlich anschließende Wirtschaftsflügel als geschlossene U-förmige Gebäudegruppe mit Satteldächern, die einzelnen Trakte bei annähernd gleicher Dachneigung von unterschiedlicher Länge, Breite und Höhe. Westflügel durchgehende Scheune mit jeweils zwei Toren zur Hof und Feldseite. Im Nord- und Südflügel ehem. Viehställe mit Heuböden und anderen Wirtschaftsräume. Wandöffnungen teilweise sehr stark verändert, ursprüngliche Lage und Zuschnitt jedoch noch erkennbar. Die ursprünglichen Wandöffnungen zur Hofinnenseite mit girlandenartiger Backsteinverdachung. Remise zwischen Nord- und Ostflügel ursprünglich mit Ton-Hohlpfannen eingedeckt, nur noch teilweise vorhanden. Hoftor und Hauseingangstür original; Wohnhausfenster überwiegend großflächig erneuert; Fenster, Türen und Tore der Wirtschaftstrakte überwiegend nicht original. Im Hof alte Pflasterung. In der Südwestecke Holzstiege zum Heuboden. In der Südostecke (neben Hauseingang zu den ehem. Gesindewohnungen) originale Wasserpumpe. Dort auch Treppenabdeckung des Zugangs zu einem 2-stufigen Gewölbekeller unter der Hoffläche. Der Hof gehörte zu den maßgeblich das Ortsbild prägenden Gebäuden im historischen Ortskern von Rosellen, für den eine Erhaltungssatzung nach § 172 BauGB besteht. Er ist ein typisches Zeugnis für die im Zuge des wirtschaftlichen Aufschwungs in den Jahren nach 1871 durch Modernisierung und/oder Erweiterung geschaffenen landwirtschaftlichen Großbetriebe. Für die Erhaltung und Nutzung der Gebäude nebst den zugehörigen Freiflächen besteht insbesondere aus volkskundlichen und städtebaulichen Gründen ein öffentliches Interesse. | 1885                      | 25.03.1994       | 8/014 (1/079)   |
| Wohn- und Geschäftshaus                                                     | Wohn- und Geschäftshaus                                                     | Innenstadt Büchel 8 Karte                                            | Giebelhaus des 17. Jh. Über zweigeschossigem Keller. Putzfassade, 3-geschossig in zwei Achsen, Giebelabschluss vor ausgebautem Dachgeschoss, Satteldach (Firstrichtung senkrecht zur Straße); Sockel, im EG Ladenlokal, Eingangstür an der linken Seite, nicht achsensymmetrisch ausgerichtet, seitl. Der Wandöffnungen Bossierungen; Gurtgesims, im 1. OG Sohlbänke, seitliche Fensterrahmung, Gebälkabschluss; rundbogige Wandöffnungen im Dachgeschoss; bauliche Veränderungen in der zweiten Hälfte des 19. Jh. (1877: schmuckloser Verputz des ursprünglichen Backsteinhauses, 1888: Anlage eines breiten Schaufensters, neuer Giebel); EG durch Ladeneinbau erneuert, Fenster original (Oberlicht erneuert); 1926 Holzbalkendecke über dem 2. Keller durch Kiesbetondecke ersetzt. | 17. Jh.                   | 17.07.1991       | 1/173 (1/080)   |
| Keller, Fassade und straßenseitige Dachfläche des Wohn- und Geschäftshauses | Keller, Fassade und straßenseitige Dachfläche des Wohn- und Geschäftshauses | Innenstadt Büchel 10 Karte                                           | 1882 von der Fa. Friedrich Wilhelm Cremer erbaut (zwei Keller tiefe Fundamente wahrscheinlich aus dem 13. Jh.); Putzfassade mit historisierenden Schmuckformen, 3-geschossig in drei Achsen, ausgebautes Dachgeschoss, Mansarddach; im EG moderner Ladeneinbau, Eingang an der linken Seite, abschließendes Gurtgesims; in den OG sämtliche Wandöffnungen umrahmt; im 1. OG rundbogige Fenster, seilt. Pilaster Rahmungen mit Kapitellen, profilierter Rundbogen mit Schlussstein, vorkragendes Dachgesims; Dachfenster mit geradem Abschluss. EG durch Ladeneinbau verändert, Fenster und Dachfenster erneuert. Keller Büchel 10: Unter dem Gebäude Büchel 10 erstreckt sich ein blonder Keller mit 6 m Breite und 11,6 m Länge im Innenmaß. Der heute doppelstöckige Keller ist bis auf 5,55 m unter die Oberfläche ein getieft. Zum Erdgeschoss hin ist der Keller überwölbt, Das in Längsrichtung verlaufende Hauptgewölbe aus Feldbrandziegel stammt vermutlich aus dem 17. Jahrhundert. An den Stirnseiten zum Büchel und zur Rückseite zeigen sich zwei später angefügte kleinere Quergewölbe, die bei Umbauten entstanden. Die heutige Hausfront am Büchel liegt außerhalb des ursprünglichen Kellers. Der mittelalterliche Kellerboden ist teilweise im Original erhalten; er besteht aus einem unregelmäßigen Kleinpflaster aus Kieseln. Rund 2 m über der alten Kellersohle wurde im 19. Jahrhundert eine preußische Kappendecke mit schmalen Eisenträgern eingezogen. Dazu wurden von den Längsmauern des unteren Kellergeschosses teilweise vier Pfeiler aus Ziegeln im Reichsformat vorgemauert. Vor die Stirnwände wurden 60 cm starke Ziegelschalen gesetzt. Im 20. Jahrhundert wurde im oberen Kellergeschoss ein Heizöltank eingebracht. Dabei wurde unter die preußische Kappendecke in Längsrichtung ein Doppel-T-Träger eingezogen. Das Kellermauerwerk ist im oberen Kellerteil überwiegend gekälkt oder gestrichen. Hier lassen sich an den Längsseiten auf einer Höhe von 1,1 m die Konturen von Basalten ausmachen. Darüber befindet sich der Gewölbeansatz. Die Stirnseiten weisen partiell Basalte auf, doch wurden hier moderne bauliche Veränderungen durchgeführt. Im unteren Teil ist großenteils die Originalsubstanz an den Längsseiten sichtbar. Das Mauerwerk besteht aus Lagen von Säulenbasalten und Tuffquadern (9x12x20–40 cm) in Trassmörtelbindungen. Das Mauerwerkschema entspricht dem der Neusser Stadtmauer nach dem Ausbau unter Konrad von Hochstaden und ist in die Mitte des 13. Jahrhunderts zu datieren. Die sehr kompakten und harten Säulenbasalte (sog. Unkelsteine) wurden im 13. Jahrhundert in den Steinbrüchen des Erzbischofs Konrad von Hochstaden bei Linz gebrochen. Die Mauerwerkstechnikkorrespondierte mit dem Haustyp. Der langrechteckige, in Reihe bebaute Grundriss entspricht dem zu Beginn des 13. Jahrhunderts sich verbreitenden kölnischen Giebelhaus, dem typischen Kaufmanns- oder Handelshaus des späten Mittelalters. Literatur: Wiedenau, Anita: Katalog der romanischen Wohnbauten in westdeutschen Städten und Siedlungen, 1983, Das deutsche Bürgerhaus Band 34. | 1882                      | 01.02.2011       | 1/398 (1/081)   |
| Wohn- und Geschäftshaus                                                     | Wohn- und Geschäftshaus                                                     | Innenstadt Büchel 18 Karte                                           | 3-geschossiges Wohn- und Geschäftshaus, traufständig mit Satteldach. Erbaut vermutlich Mitte des 19. Jh. Als Wohnhaus in Nachfolge eines älteren Wohnhauses, Geburtsstätte des Naturwissenschaftlers Theodor Schwann (1810–1882). 1878 im EG Ladeneinbau mit Schaufenstern, später mehrfach umgebaut. Mittelerker 1908 angefügt. Straßenseitige Putzfassade. Straßenseitige Putzfassade mit historisierenden Schmuckformen, 3-geschossig in drei Achsen. EG durch modernen Ladeneinbau geprägt. Die OG (bis zum Umbau 1908 auch das EG) durch gequaderte Ecklisenen eingefasst, dazu ab Sohlbankgesims des 1. OG seitlich eingefügte Rundstäbe mit Spiraldekor. In der Mittelachse 3-seitiger Erker mit Balkonabschluss. Hohe Segmentbogenfenster mit tiefer profilierter Laibung auf durchlaufenden Sohlbank- beziehungsweise Gurtgesims (im 1. OG mit Konsolband, unterbrochen durch den später angefügten Erker, im 2. OG als ornamentales Flechtband). Flechtband als Abschluss der OG-Fassade; darüber Attikageschoss mit drei Okuli und kräftig auskragendem Konsolgesims. Im Brüstungsfeld des Erkers Gedenktafel für Theodor Schwann (vor 1908 über dem damaligen Hauseingang in der rechten Achse). Fenster der OG erneuert, Teilung in Anlehnung an Originale. Das Haus Büchel 18 ist mit seiner qualitätvollen Fassade trotz totaler Veränderung der Erdgeschosszone ein wichtiges Zeugnis für die bürgerliche Architektur des 19. Jh. im Hauptstraßenzug von Neuss. Es prägt noch heute das städtebauliche Erscheinungsbild dieses Straßenabschnittes wesentlich mit. Als Geburtsstätte des wohl bedeutendsten aus Neuss gebürtigen Gelehrten Theodor Schwann (1810–1882, Professor in Lüttich und Begründer der Zellenlehre) hat darüber hinaus eine hohe lokalgeschichtliche Bedeutung. | Mitte 19. Jh.             | 24.04.1995       | 1/215 (1/082)   |
| Ehem. Wohnhaus (Fassade)                                                    | Ehem. Wohnhaus (Fassade)                                                    | Innenstadt Büchel 20 Karte                                           | 1849/50 von Ludwig Sels erbaut; Putzfassade mit neuromanischen Schmuckformen; 3-geschossig mit Attikageschoss in fünf Achsen; im EG Arkadenstellung mit Säulen aus Werkstein, in der Mittelachse des 1. OG Balkon, in beiden OG Rundbogenfenster mit Vierpass in den Oberlichtern, Fenster des 1. OG mit Säulen in Gewände und Bogenfries überspannt, profiliertes Sohlbankgesims und Plattenfries, unter dem Attikageschoss Rundbogenfries, Attikageschoss durchbrochen von 18 Rundfenstern in quadratischen Blenden; 1980 Umbau zu einem Geschäftshaus mit Ladenpassage im EG; Fenster überwiegend Originalzustand (Holzrahmen mit Scheinsprossen an den Flügeln). | 1849/1850                 | 06.01.1986       | 1/060 (1/083)   |
| Fassade und historischer Keller                                             | Fassade und historischer Keller                                             | Innenstadt Büchel 43 Karte                                           | 1629 erbaut; im Zweiten Weltkrieg bis auf Straßenfassade und Keller zerstört; Putzfassade des 17. Jh., 3-geschossig in zwei Achsen, zwei Speichergeschosse, giebelständig mit 2-fach geschweiftem profiliertem Giebel; EG seit 1868 durch Ladeneinbau mehrfach verändert; Fenster in den OG mit profilierter Rahmung und Sohlbänken; zwischen dem 2. OG und dem 1. Speichergeschoss Jahreszahl 1629, Fenster des 1. Speichergeschosses mit einfachen Gewänden zwischen gesprengtem Profilgesims; im 2. Speichergeschoss profiliertes Ochsenauge zwischen zwei Profilgesimsen; segmentbogenförmiger Giebelabschluss auf auskragendem Gesims. Keller Büchel 43 und 45 Die Keller von Büchel 43 und 45 bildeten zu ihrer Entstehungszeit eine Einheit. Der ursprüngliche Keller war fast quadratisch; an der Straßenseite am Büchel maß er mit den Außenkanten ca. 9,6 mm; nach Osten erstreckte er sich 9,2 m weit in das Grundstück. Er war knapp 5 mm in den Boden eingetieft. Aufgrund der quadratischen Grundrisse lässt sich das an dieser Stelle ursprünglich eingerichtete Gebäude als Turri-Wohnturm-klassifizieren, eine Gebäudeart, die dem Demjon des Bürgerhauses entlehnt ist. Zum Ende des 12. Jahrhunderts dienten Wohntürme als feudaler Adelssitz in der Stadt. Ein Turris stand in der Regel frei, das in Reihe gebaute bürgerliche Giebelhaus entstand erst zu Beginn des 13. Jahrhunderts. Bei einer Begehung und Vermessung der Keller 43 und 45 konnten drei der mittelalterlichen Außenmauern dokumentiert werden. Der Keller unter dem Haus Nr. 43 nach einem Bombentreffer 1,7 m aufgefüllt und vor der mittelalterlichen, südlichen Kellermauer eine Betonstütze angebracht. Aber auch unter Haus Nr. 43 sind wie unter dem Nachbarhaus Nr. 45 die westliche Stirnwand zum Büchel und die östliche Außenwand des hochmittelalterlichen Kellers erhalten. Das Baumaterial dieser Wände besteht aus kleinen bis mittelgroß zugeschlagenen Basalten, Kieseln Schiefer, Grauwacke und Tuffen in unregelmäßiger Setzung in Mörtelbindung. Bis auf die Basaltbruchstücke und die Kiesel handelt es sich dabei um römisches Abbruchmaterial in Zweitverwendung. Die nördliche Außenwand ließ sich unter dem Keller Nr. 45 ab einer Tiefe von rund 2 m unter OK bis zur Sohle in einer Tiefe von knapp 5 m dokumentieren. Das Mauerwerk ist neuzeitlich gekälkt worden, doch zeichnet sich die Mauerwerkstruktur deutlich ab. Das Mauerwerk besteht größtenteils aus ungewöhnlich großen Basalten mit einer Kantenlänge von bis zu 90 cm und einer Stärke von bis zu 45 cm. Bei den Querschnitten der Basalte lässt sich keine fünf- oder sechseckige kristalline Struktur der Säulenbasalte erkennen. Die sehr kompakten und harten Säulenbasalten (sog. Unkelsteine) wurden im 13. Jahrhundert in den Steinbrüchen des Erzbischofs Konrad von Hochstaden bei Linz gebrochen und gewöhnlich in Neusser Klöstern und im Wehrgang der Stadtmauer erbaut. In der Nordwand angetroffenen Basalte unterscheiden sich deutlich. Offensichtlich handelt es sich hier um porösere Basalte aus dem Mayener Grubenfeld. Diese Basalte haben ein Blasenvolumen bis zu 25 %, da die ausfließende Basaltlava durch die schnelle Abkühlung nicht vollständig entgasen konnten. Entsprechend leichter ist der Stein. Dies erklärt warum er in den angetroffenen Großformaten in den Kellerwänden verbaut werden konnte. Säulenbasalte dieser Größe wären von zwei Personen nicht mehr zu heben. Der Keller ist in der Zeit vor 1200 vor dem Stadtmauerausbau Konrad von Hochstaden zu datieren. Ob der ursprüngliche Keller mit einem Kreuzgratgewölbe abgeschlossen war oder nur eine Balkendecke trug, ist nicht mehr feststellbar. Im 17. Jahrhundert wurde die Parzelle über dem quadratischen Keller geteilt. Vielleicht war der alte Wohnturm dem Stadtbrand von 1586 zum Opfer gefallen. Im Zuge der Neubebauung entstanden zwei längliche Giebelhäuser, die mit der Schmalseite an den Büchel grenzten. Der Keller wurde durch eine Feldbrandziegel-Trennwand in zwei schmale Hälften geteilt. Die neu entstandenen Längskeller wurden mit einer Feldbrandziegeltonne überwölbt. In den Keller des Hauses 45 wurde im 19. Jahrhundert bei – 2,55 m unter OK eine Zwischendecke eingezogen. Sie ruht auf zwei quer zur Längsachse ausgerichteten flachen Gewölben. Unter Haus Nr. 43 lässt sich eine Zwischendecke nicht mehr nachweisen. Das Objekt ist ein wichtiges Zeugnis der Stadtgeschichte. Die Fassade zeigt die typische Fassadengestaltung des 17. Jahrhunderts. Trotz der Veränderungen liegen Erhaltung und Nutzung aus städtebaulichen Gründen im öffentlichen Interesse. | 1629                      | 01.02.2011       | 14/363 (1/084)  |
| Fassade und historischer Keller                                             | Fassade und historischer Keller                                             | Innenstadt Büchel 45 Karte                                           | 1965 wegen Baufälligkeit bis auf die Fundamente und das Kellermauerwerk unter Beibehaltung der Straßenfassade abgebrochen; 17./19. Jh.; 3-geschossig in drei Achsen, darüber zwei Speichergeschosse; giebelständig mit 2-fach geschweiftem profilgerahmtem Giebel; vorgeblendete Putzfassade des 19. Jh. Im alten Stil; EG schon vor 1885 durch Ladeneinbau verändert, 1885 Einbau eines neuen Schaufenster anstelle des alten; über dem EG Gurtgesims, in den OG Sohlbankgesimse; sämtliche Fenster der OG mit Profilrahmung; die beiden rechten Fenster des 1. OG als Doppelfenster nicht achsensymmetrisch ausgerichtet (Deutlich auf eine ursprünglich mit dem EG zusammenhängende Gliederung hin); im 2. Speichergeschoss Blendfenster; segmentbogenförmiger Giebelabschluss auf Gesims. Keller Büchel 43 und 45 Die Keller von Büchel 43 und 45 bildeten zu ihrer Entstehungszeit eine Einheit. Der ursprüngliche Keller war fast quadratisch; an der Straßenseite am Büchel maß er mit den Außenkanten ca. 9,6 m; nach Osten erstreckte er sich 9,2 m weit in das Grundstück. Er war knapp 5 m in den Boden eingetieft. Aufgrund der quadratischen Grundrisse lässt sich das an dieser Stelle ursprünglich eingerichtete Gebäude als Turri-Wohnturm-klassifizieren, eine Gebäudeart, die dem Demjon des Bürgerhauses entlehnt ist. Zum Ende des 12. Jahrhunderts dienten Wohntürme als feudaler Adelssitz in der Stadt. Ein Turris stand in der Regel frei, das in Reihe gebaute bürgerliche Giebelhaus entstand erst zu Beginn des 13. Jahrhunderts. Bei einer Begehung und Vermessung der Keller 43 und 45 konnten drei der mittelalterlichen Außenmauern dokumentiert werden. Der Keller unter dem Haus Nr. 43 nach einem Bombentreffer 1,7 m aufgefüllt und vor der mittelalterlichen, südlichen Kellermauer eine Betonstütze angebracht. Aber auch unter Haus Nr. 43 sind wie unter dem Nachbarhaus Nr. 45 die westliche Stirnwand zum Büchel und die östliche Außenwand des hochmittelalterlichen Kellers erhalten. Das Baumaterial dieser Wände besteht aus kleinen bis mittelgroß zugeschlagenen Basalten, Kieseln Schiefer, Grauwacke und Tuffen in unregelmäßiger Setzung in Mörtelbindung. Bis auf die Basaltbruchstücke und die Kiesel handelt es sich dabei um römisches Abbruchmaterial in Zweitverwendung. Die nördliche Außenwand ließ sich unter dem Keller Nr. 45 ab einer Tiefe von rund 2 m unter OK bis zur Sohle in einer Tiefe von knapp 5 m dokumentieren. Das Mauerwerk ist neuzeitlich gekälkt worden, doch zeichnet sich die Mauerwerkstruktur deutlich ab. Das Mauerwerk besteht größtenteils aus ungewöhnlich großen Basalten mit einer Kantenlänge von bis zu 90 cm und einer Stärke von bis zu 45 cm. Bei den Querschnitten der Basalte lässt sich keine fünf- oder sechseckige kristalline Struktur der Säulenbasalte erkennen. Die sehr kompakten und harten Säulenbasalten (sog. Unkelsteine) wurden im 13. Jahrhundert in den Steinbrüchen des Erzbischofs Konrad von Hochstaden bei Linz gebrochen und gewöhnlich in Neusser Klöstern und im Wehrgang der Stadtmauer erbaut. In der Nordwand angetroffene Basalte unterscheiden sich deutlich. Offensichtlich handelt es sich hier um porösere Basalte aus dem Mayener Grubenfeld. Diese Basalte haben ein Blasenvolumen bis zu 25 %, da die ausfließende Basaltlava durch die schnelle Abkühlung nicht vollständig entgasen konnte. Entsprechend leichter ist der Stein. Dies erklärt warum er in den angetroffenen Großformaten in den Kellerwänden verbaut werden konnte. Säulenbasalte dieser Größe wären von zwei Personen nicht mehr zu heben. Der Keller ist in der Zeit vor 1200 vor dem Stadtmauerausbau Konrad von Hochstaden zu datieren. Ob der ursprüngliche Keller mit einem Kreuzgratgewölbe abgeschlossen war oder nur eine Balkendecke trug, ist nicht mehr feststellbar. Im 17. Jahrhundert wurde die Parzelle über dem quadratischen Keller geteilt. Vielleicht war der alte Wohnturm dem Stadtbrand von 1586 zum Opfer gefallen. Im Zuge der Neubebauung entstanden zwei längliche Giebelhäuser, die mit der Schmalseite an den Büchel grenzten. Der Keller wurde durch eine Feldbrandziegel-Trennwand in zwei schmale Hälften geteilt. Die neu entstandenen Längskeller wurden mit einer Feldbrandziegeltonne überwölbt. In den Keller des Hauses 45 wurde im 19. Jahrhundert bei –2,55 m unter OK eine Zwischendecke eingezogen. Sie ruht auf zwei quer zur Längsachse ausgerichteten flachen Gewölben. Unter Haus Nr. 43 lässt sich eine Zwischendecke nicht mehr nachweisen.                                                                                                  | 17./19. Jh.               | 01.02.2011       | 1/364 (1/085)   |
| Wohn- und Geschäftshaus                                                     | Wohn- und Geschäftshaus                                                     | Innenstadt Büchel 50 Karte                                           | 1604 erbaut (Bauherr evtl. Schöffe Rembpold Breuer, 1608 Besitzer des Hauses „Zum schwatten Rosz“); vor dem Bau der Sebastianusstraße Reihenhaus. Heute Eckhaus; 5-geschossige Backstein-Renaissance-Fassade mit Ankersplinten, Stufengiebel vor 3 ausgebauten Speichergeschossen, EG mit Zwischengeschoss; sämtliche Wandöffnungen in Werksteineinfassung; Fensteraufteilung im EG entsprechend der Raumgliederung in Inneren: links 2 übereinanderliegende Fensterpaare mit gedrückten Korbbögen, rechte anstelle der früheren Torflügel des Kellereingangs Fenster über Bretterverschalung, über Fenstermitte plastisch ausgebildeter grotesker Kopf, seitlich der Mitte schmale, niedrige Tür mit Obergaden, darüber Relief mit volutenartiger Unterkante, Rollwerk und ellipsenförmigen Schilden, hohes Oberlicht mit gedrücktem Korbbogen, über dem Oberlicht Reliefplatte mit schwarzem Pferd; in den OG Sohlbankgesims; im 1. OG 3 und 1 halbes Kreuzfenster mit geradem Abschluss; in der Mitte des 1. Speichergeschosses Korbbogenfenster, flankiert von je 1 halben Kreuzfenster, Fensterläden; in der Mitte des 2. Speichergeschosses flaches Korbbogenfenster zwischen Oculi; im 3. Speichergeschoss weitere Rundöffnung; über den Wandöffnungen der Speichergeschosse Entlastungsbögen. Um die Jahrhundertwende Brauerei, zeitweilig Poststation, seit langem Gaststätte; 1929 Umbau zu einem einheitlichen Gastraum mit Zustimmung des Landeskonservators und in Anlehnung an vergleichbare Kölner Vorbilder (Beseitigung der alten Raumeinteilung im EG des Vorhauses, im OG Zwischenwände); 1983 Öffnung des Seiteneingangs zur Sebastianusstraße hin (unter Beibehaltung der alten Holzflügel); im EG des Vor- und Hinterhauses originale Kölner Decken; Türen original, Fenster z. T. stilgerecht erneuert. Eines der letzten erhaltenen bedeutenden Bürgerhäuser der Backstein-Renaissance am Niederrhein, zugleich eines der ältesten Neusser Bürgerhäuser. | 1604                      | 25.08.1992       | 1/180 (1/086)   |
| Ehemaliger Wasserturm                                                       | Ehemaliger Wasserturm                                                       | Barbaraviertel Büdericher Straße 5 Karte                             | Errichtung des städtischen Schlachthofes zwischen 1903 und 1905 nach den Plänen von Walter Frese. Tätig als Architekt in Düren im Rheinland und Leiter bzw. Inhaber eines Technischen Büros für Projektierung und Bau von Schlacht- und Viehhofanlagen. Grundlagen waren die Bau- und Entwurfspläne vom 15. August 1903, die einen Genehmigungsvermerk am 11. Dezember 1903 vom Kreisausschuss des Kreises Neuss erhielten. Der als typische Gesamtanlage entworfene Schlachthof gruppierte sich um einen zentralen Innenhof, Durch Kriegseinwirkungen, bei der mehr als 70 % der Anlage verloren gingen, sind nur noch als „Rudiment“ an gleicher Stelle durch Wiederaufbau, Veränderungen und Umbauten, heute nur noch die Standorte der Betriebsleitervilla, der ehem. Viehhofgaststätte und z. T. in den Fassaden noch einzelne Hallenabschnitte erkennbar. Als einziges Element und von weitem und signifikantem Wahrzeichen der Anlage heute noch erkennbar ist der Wasserturm, der Wasservorhaltung betrieb für die angeschlossene Eisproduktion zur Kühlung und Lagerung des „Frischfleisches“. Der Wasserturm weist einen Grundriss von etwa 6 m × 6 m auf, mit einem ca. 100 – 200 m³ fassenden Hochbehälter im obersten Bereich ausgeführt als ein über Werksteinsockel verputzter Turmschaft, minimal auskragenden Behälterteil mit in Formen des Jugendstils geschweiften Giebel. Nordost- und Südwestfassade mit zusätzlichen fachwerkhaften Fassadendekor und Fensteranlagen. Metallfensteranlage im EG erneuert. Fenster im Turm z. T. noch original. Erhaltenswert als Architekturzeugnis einer Industrialisierung des ausgehenden 20. Jahrhunderts. Zur damaligen Zeit erbaut nach den Mindestanforderungen und Gesetzen der Veterinärvorschriften zur produktionellen Fleischverarbeitung. Heute erhaltenswert als letzter städtebaulich erkennbarer Teil des damaligen städtischen Schlachthofes. Für die Erhaltung als bedeutendes Zeugnis der Technik und Ingenieurbaukunst liegen wissenschaftliche und künstlerische Gründe vor. | 1903 bis 1905             | 10.03.2011       | 2/019 (1/087)   |
| weitere Bilder                                                              | Stadtmauerreste und Grabenanlage                                            | Innenstadt Burggraben Karte                                          | Der Burggraben liegt an der nordöstlichen Flanke der Neusser Stadtbefestigung. Hier wurde im 13. Jahrhundert eine erste Mauer aus Basalt und Tuffen errichtet, der feldseitig eine Grabenanlage vorgelagert war. Im 14. Jahrhundert wurde parallel zur älteren Mauer im Abstand von ca. 16 m ein zweiter äußerer Mauerring errichtet. Die heute sichtbare Stadtmauer und Grabenanlage sind Bestandteil dieses äußeren Mauerrings im Abschnitt zwischen den ehemaligen Rheintor und Niedertor. Die Mauer wurde im 14. Jahrhundert auf der Spitzsohle einer älteren Grabenanlage des 12./13. Jahrhunderts errichtet. Der stadtseitige Teil der Grabenanlage wurde unmittelbar nach dem Bau der Mauer aufgefüllt. Zur Feldseite hin ist der Graben heute noch im Gelände erhalten. Die Mauer ist in Nähe des Rheintors an der Stadtseite im unteren Bereich partiell aus wechselnden Lagen von Tuffen und Basalten errichtet worden. Überwiegend besteht das Mauerwerk aber aus wechselnden Lagen von Feldbrandziegeln und Basalten. Im 15. Jahrhundert, infolge der burgundischen Belagerung (1475) wurden zwei halbrunde Schalentürme aus Feldbrandziegeln, die als Geschützstellung dienten. Bei den Bauarbeiten im Vorfeld der Errichtung einer Tiefgarage in den Jahren 1984/85 wurden die Türme nach der archäologischen Untersuchung abgetragen. Das Mauerwerk an der Außenseite ist restauriert, zeigt aber noch den typischen Maueraufbau. Im Unteren Bereich werden die Basaltlagen nur von schmalen Ziegelbändern getrennt; im oberen Bereich nehmen die Ziegellagen an Stärke zu. Im Truchsessischen Krieg (1586) war die Mauer an der Nordflanke der Neusser Befestigung sturmreif geschossen worden. Die großen Ziegelflächen im oberen Bereich markieren die Reparaturstellen. Der Mauerabschnitt ist der einzig erhaltene Teil an der Nordflanke des Befestigungsrings, an dem sich nicht nur die Mauer, sondern auch die mittelalterliche Geländemorphologie erhalten hat. Die Stadtmauerreste und Grabenanlage sind ein wichtiges Zeugnis der Neusser Stadtbaugeschichte. An ihrer Erhaltung und Erforschung besteht aus wissenschaftlichen und städtebaulichen Gründen ein öffentliches Interesse. | 13. Jh.                   | 03.07.2002       | 1/331 (1/088)   |
| Schulgebäude                                                                | Schulgebäude                                                                | Furth Burgunderstraße 1 Karte                                        | Erbaut als „Volksschule an der Further Straße“ in zwei Bauabschnitten 1903/1906, Architekt vermutlich Carl Engel. Reich gegliedertes Schulgebäude, gestaltet in Anlehnung an die Stilformen von Profanbauten zwischen Gotik und Renaissance. 2-geschossiger Mitteltrakt in 5 Achsen, mit quer vorgelagerten 2 ½- bzw. 3-geschossigen Kopfbauten in jeweils 3 Achsen. Hauseingänge im Mitteltrakt neben den Kopfbauten jeweils vorgezogen, teils 1-geschossig, teils 2-geschossig und unterschiedlich übergiebelt, Südlicher Kopfbau mit Eingang von der Hofseite und Halbrund-Erker über vermauertem Eingang zur Straßenseite war der 2. Bauabschnitt von 1906. Fassaden: Sockel aus rustizierten Sandsteinquadern mit Basaltlava-Abdeckung. EG roter Backstein mit knappem oberem Abschlussgesims, an der Hofseite über den Eingängen in Treppengiebeln hochgezogen, dsgl. Als Umrandung der kreisrunden Blendfenster im nördlichen Querhaus. Rundbogenfenster; hofseitige Eingänge mit Segmentbögen und Schlusssteinen. Die OG in Glattputz, Gebäudekanten und Gewände der Rechteckfenster aus Sandstein, im 1. OG auch horizontales Band in Kämpferhöhe. In den 3 Giebeln des nördlichen Querhauses gekoppelte Fenster, darüber im Ost- und Westgiebel kleines Rundfenster, getrepptes Giebelspitzen mit Öffnungen für Schulglocke. Im 1. OG des Nordgiebels Putztafel ohne Inschrift und Sandsteinband als Gurtgesims. Giebel des südlichen Querhauses jeweils mit getrepptem 4-teiligem Fenster und Krüppelwalm. Der straßenseitige Erker als halbrunde Fenstergruppe, im 1. OG in Sandsteinrahmung, im darüber liegenden Mezzaniengeschoss in Holzfachwerk; halbkegelförmiges Dach mit Schieferdeckung. Fenster und Türen überwiegend original. Das Hausinnere weitgehend unverändert. Besonders hervorzuheben sind die schmiedeeisernen Treppengeländer und die plastische Gestaltung der Deckenuntersichten in den Klassenräumen (Deckenfelder zwischen den Tragbalken angehoben). Das Schulgebäude wurde im Zuge der nach der Jahrhundertwende rasch zunehmenden Wohnbebauung in der Neusser Nordstadt erforderlich und musste bereits kurz nach seiner Feststellung erweitert werden. Mit seinen beiden Eingängen (ursprünglich für Mädchen und Knaben getrennt) folgt es dem üblichen regelmäßigen Grundrissschema. In der Gestaltung der Baukörper und der zeittypischen Merkmale eines malerischen Mischstils, der hier besonders qualitätvoll ausgeformt ist. Das Schulgebäude prägt noch immer in besonderem Maße das städtebauliche Erscheinungsbild der Burgunderstraße. An der Erhaltung und Nutzung des Gebäudes besteht aus stadtbaugeschichtlichen, gebäudekundlichen und städtebaulichen Gründen ein öffentliches Interesse. | 1903/1906                 | 01.12.1995       | 2/013 (1/089)   |
| Mietwohnhausbebauung                                                        | Mietwohnhausbebauung                                                        | Furth Burgunderstraße 15–21 Karte                                    | 1927/28 von der Neusser Gemeinnützigen Bauverein AG als 3-geschossige geschlossene Blockrandbebauung mit 25 Miethäusern erbaut, Architekt Dominikus Heurich; Backsteinfassaden mit expressionistischer Backsteinornamentik, Fenstergewände und Gesimse z. T. in Putz (Hartzement); Die Häuser Alemannenstraße 14/16, 18/20 und 22/24 2-geschossig, alle übrigen 3-geschossig, Mansarddächer; Gruppierungen von drei Fassadentypen: Typ 1: (Adolfstraße 67, 69, 71, Alemannenstraße 26, 28, 30): 3-achsig, zentrale Eingangsachse leicht verzogen, Eingang mit abgetreppter Backsteinrahmung und Gesims in Putz, Flurfenster als Band (Häuser Adolfstraße) oder zwei Einzelfenster verschiedener Größe (Häuser Alemannenstraße), am 2. OG durchlaufen Sohlbankgesims und Backsteinornamente, über der Mittelachse Dachgaube mit 3. Fenster, die mittleren drei Häuser der Adolfstraße (Nrn. 67–71) betont durch je einen Dreiecksgiebel; Typ 2: Doppelhäuser in nicht durchgezogenen Achsen, die Eingänge in der Mitte paarweise zusammengefasst mit abgetreppter Backsteinrahmung und durchlaufenden Gesims in Putz, seitlich der Eingänge je zwei Fenster, im 1. OG insgesamt vier Fenster, bei den 3-geschossigen Häusern mit gemeinsamen Sohlbank- und Abschlussgesims, dazwischen z. T. Backsteinornamente, am 2. OG vier Fenster mit durchlaufenden Sohlbankgesims, verschiedene Ornamente, je Haushälfte Dachgaube mit drei Fenster; Typ 3: (Burgunderstraße 21, Adolfstraße 81): Eckgebäude in 4:4 Achsen, die beiden Eckachsen in den OG enger gestellt und durch vertikale Putzbänder zusammengefasst, an der Burgunderstraße originaler Ladeneinbau, an der Adolfstraße ursprünglich gleicher Einbau entfernt, Hausecken und z. T. Übergänge zwischen den Baukörpern betont durch Bändervorlagen in Backstein; Adolfstraße 71 1948, 77 und 79 1950 angepasst wiederaufgebaut, zehn Häuser nach 1945 instand gesetzt, drei Häuser 1982/84 modernisiert, Türen überwiegend Originalzustand, Fenster überwiegend neu (Holzrahmen mit Ganzglasscheiben, Kunststoffrahmen mit Scheinsprossen). Wichtiges Zeugnis der Stadtgeschichte, erhaltenswert insbesondere aus städtebaulichen Gründen | 1927/28                   | 19.02.1986       | 2/003c (1/090)  |
| Wohnhaus Buscherhof                                                         | Wohnhaus Buscherhof                                                         | Röckrath Buscherhof 1 Karte                                          | Wohnhaus an der Westseite einer geschlossenen Hofanlage an historischem Standort; heutiges Gebäude Ende 18. Jh., 2-geschossig in 7:3 Achsen, Satteldach, Backstein über Werksteinsockel, Seitengiebel mit holländischen Dreiecken; Tür-Oberlicht mit 3 ringförmigen Sprossen, Fensterläden, über der Haustür steinernes Wappen derer von Carstanjen, profiliertes Traufgesims über Klötzchenfries; zahlreiche originale Innendetails, vor allem im OG (Innentreppe, Türen, Kölner Decken über dem ganzen OG, weitgehend originale Innenstruktur des OG). Der Hof war ursprünglich Erprather Besitz. Durch Verkauf kam er 1289 mit Zustimmung des Lehensherrn Gottfried von Erprode an das Klarissenkloster in Neuss. Nach dem Verfall des Lehnswesens im späten Mittelalter und der allmählichen Umwandlungen von Lehen in freies Eigentum ging der Hof in Besitz des Klarissenklosters auf. Der Hof wurde verpachtet. Der erste genannte Pächter war eine Familie Hambloch, auch „Buscher“ genannt. Zur Zeit der Säkularisation war Johann Peter Werhahn Pächter. Dessen Schwiegersohn Paul Broich (1808–1812 Maire von Grefrath) kaufte den Hof 1806 zurück. Nach 1877 Besitzer u. a. die Familien v. Fürstenberg, v. Jordans, v. Carstenjen, Thywissen. | Ende 18. Jh.              | 19.07.1992       | 6/007 (1/091)   |
| Wohnhaus mit Gastwirtschaft                                                 | Wohnhaus mit Gastwirtschaft                                                 | Innenstadt Büttger Straße 3 Karte                                    | Erbaut um 1850 als vermutlich 2-geschossiges Wohnhaus eines Kleinbauernhofes, dieser erste bauliche Anlage an der Büttger Straße (damals durch die offene Feldflur führende Landstraße zum vormaligen m.a. Hamtor). Bereits vor 1887 3-geschossig mit traufständigem Satteldach. Spätestens seit 1887 als „Wirtshaus“ genutzt (damals Gaststätte im EG, Saal im 1. OG, jetzt in beiden OG Wohnnutzung). Auf dem Hintergrundstück ursprünglich Stallgebäude und Scheune, seit 1887 nachweisbar wiederholt Um- und Neubauten, nach weitgehender Zerstörung im Zweiten Weltkrieg stufenweise errichtete Neubauten, überwiegend mit Gaststättennutzung, nicht Bestandteil des Baudenkmals. Straßenseitige Fassade 3-geschossig in vier Achsen. Hauseingang (mit dahinterliegendem Flur und Treppenhaus) in der 2. Achse von rechts; in den tiefen Laibungen gerahmte Putzfelder. EG in Quaderputz über schmalem Glattputzsockel, anschließend Gurtgesims. Die OG in Glattputz, in Fensterfuß- und -sturzhöhe leicht vorspringende Putzbänder; durchlaufende verkröpfte Sohlbankgesimse. Sämtliche Wandöffnungen mit profilierter Putzrahmung. Im 1. OG unter den Fenstern der Außenachsen seitlich Pilaster zwischen Sohlbank- und Gurtgesims; die beiden mittleren Achsen zusammenfassend betont durch die mit Gurt- und Sohlbankgesims leicht vorgezogenen Brüstungszone. Weit auskragendes hölzernes Dachgesims. Kleinteilige hölzerne Sprossenfenster, in den OG vermutlich ursprüngliches Erscheinungsbild. Alte 2-flügelige hölzerne Hauseingangstür mit Felderteilung und Oberlicht. Das Vorderhaus ist als im Kern ältestes Gebäude an der später gründerzeitliche geprägten Büttger Straße und mit langer Tradition als Gaststätte ein wichtiges Zeugnis der Stadtbaugeschichte; erhaltenswert insbesondere aus volkskundlichen und städtebaulichen Gründen. |                           | 11.06.1993       | 1/197 (1/092)   |
| Wohnhaus                                                                    | Wohnhaus                                                                    | Innenstadt Büttger Straße 5a Karte                                   | Um 1900 erbaut; Backstein-Putzfassade mit historisierenden Schmuckformen; 3-geschossig mit Mezzanin in drei Achsen, flachgeneigtes Satteldach; im EG zwei durch schlanke Säulen geteilte Schaufenster (alter Ladeneinbau), die in Größe und Abschlussform dem Eingang entsprechen, im 1. OG Fenster mit Pilasterrahmung und Karniesbogen, Bogenfelder mit plastischem Dekor, im 2. OG Volutenrahmung, Brüstungsfelder des Mezzanin ebenfalls mit Volutenschmuck, Gurt- und Sohlbankgesims; neue Tür und neue Fenster (Holzrahmen ohne Sprossenteilung), neue Dachgaube, zwei Mezzaninfenster geschlossen, Grundriss im EG verändert. | um 1900                   | 04.04.1985       | 1/010 (1/093)   |
| Wohnhaus                                                                    | Wohnhaus                                                                    | Neuss Büttger Straße 7 Karte                                         | Erbaut 1888 zusammen mit den Häusern Büttger Straße 9, 11 und 13 von Wilhelm Bracht. 3-geschossiges Wohnhaus mit traufständigem Satteldach auf hohem Drempel (Mezzaninzone), hofseitig 2-geschossiger Anbau mit Pultdach. Straßenseitig 3-achsige Backstein-/Putzfassade mit historisierenden Schmuckformen. Sämtliche Wandöffnungen mit Flachbogen. EG Bänderputz über Glattputzsockel; in der rechten Achse zurückgesetzter Hauseingang mit drei Treppenstufen; Fenster mit Sohlbänken, in die Wandfläche wandbündig verlängert; breites Gurtgesims. Wandflächen der OG gelber Backstein, Fenster auf durchlaufendem Sohlbankgesimsen, mit profilierter Putzrahmung und darüber liegenden Backstein-Flachbögen mit Widerlager und Schlussstein als Putzfläche. Im 1. OG mit Balustern gefüllte Brüstungsfelder; Gesimsverdachung der Fenster, Mittelachse betont durch darüber liegenden Backstein-Halbkreisbogen, im Bogenfeld Putz-Kartusche. Im 2. OG verkröpft. Sohlbankgesims auf Konsolen, diese verbunden durch weiteres knappes Gesimsband. Mezzaninzone als Putzfläche, unterer gesimsartiger Abschluss um die in den Außenachsen liegenden quadratischen Fenstern herumgezogen; die Wandflächen mit reichen Schmuckgirlanden. Aufwändiges Kranzgesims aus Zahnschnittleiste, Konsolen und zwischenliegenden Rosetten. Fenster der OG teilweise Originalbestand; originale Haustür verloren. | 1888                      | 08.01.1993       | 1/195 (1/094)   |
| Wohnhaus                                                                    | Wohnhaus                                                                    | Innenstadt Büttger Straße 9 Karte                                    | Erbaut 1888 zusammen mit den Häusern Büttger Straße 9, 11, und 13 von Wilhelm Bracht erbaut. Bänder-/Putzfassade mit historisierenden Schmuckformen; 3-geschossige mit Mezzanin in drei Achsen, flachgeneigtes Pultdach mit Schleppgaube, Gurt- und verkröpfte Sohlbankgesimse, am Dachgesims Klötzchenfries, Fenster im 1. OG mit Dreiecks- und Rundbogenverdachung und Rocailleformen; 1980 Ladeneinbau im EG, Fenster bis in die Sockelzone verlängert, 1984 modernisiert, neue Fenster (Kunststoffrahmen mit Scheinsprossen), Fenster im Mezzanin geschlossen. | 1888                      | 04.04.1985       | 1/011 (1/095)   |
| Wohnhaus                                                                    | Wohnhaus                                                                    | Innenstadt Büttger Straße 11 Karte                                   | Erbaut 1888 zusammen mit den Häusern Büttger Straße 9, 11 und 13 von Wilhelm Bracht. 3-geschossiges Wohnhaus mit traufständigem Satteldach auf hohem Drempel (Mezzaninzone), im EG seit 1956 Frisörladen, hofseitig 2-geschossiger Anbau mit Pultdach. Straßenseitig 3-achsige Backstein-Putzfassade mit historisierenden Schmuckformen. Das EG unter verbliebenem Gurtgesims 1956 umgestaltet in den typischen Stilformen der 50er Jahre (Architekt Jakob Brüling): Rahmenartig umlaufende Wandfläche mit großformatigen schwarzen Marmorplatten belegt, Eingang in der rechten Achse über drei Treppenstufen (wie vor Umbau), jedoch weiter zurückgesetzt, mit seitlichem Ladeneingang, mittlere und linke Achse als breites Schaufenster zusammengefasst, Fenster und Türen mit knappen goldeloxierten Aluminiumrahmen. Wandflächen der OG gelber Backstein; flachbogige Fenster auf durchlaufenden Sohlbankgesimsen, mit profilierter Putzrahmung und Gesimsverdachung auf Konsolen, dazwischen ornamentierte Putzfelder; zwischen den Fenstern breite Rauputzquader aufgefangen. Im 1. OG zusätzlich unter den Fenstern ornamentierte Putzfelder mit Diamantquadern als seitliche Rahmung, die Fensterverdachung in der Mittelachse durch Dreiecksgiebel, in den seitlichen Achsen durch Halbkreisbögen ergänzt, in den Feldern mit einfacher Putzrahmung. Aufwändiges Kranzgesims auf Zahnschnittleiste, Konsolen und zwischenliegenden Rosetten. Fenster der OG tlw. großformatig erneuert. | 1888                      | 19.02.1993       | 1/196 (1/096)   |
| Wohnhaus                                                                    | Wohnhaus                                                                    | Innenstadt Büttger Straße 13 Karte                                   | 1888 zusammen mit den Häusern Büttger Straße 9, 11, und 13 von Wilhelm Bracht erbaut. Quaderputzfassade mit historisierenden Schmuckformen; 3-geschossige mit Mezzanin in 3 Achsen, Satteldach; Gurt- und Sohlbankgesimse über Ecklisenen verkröpft, Dachgesims mit Konsolen und Rosettenfedeln, Fenster im 1. OG mit Rundbogen, in der Türachse links mit Dreieckgiebel verdacht; mittleres Mezzaninfenster geschlossen; 1979/80 Umbau des EG zu einem Lokal, Tür neu, Fenster Originalzustand (Holzrahmen, im EG und 1. OG ohne, im 2. OG mit Sprossenteilung). | 1888                      | 06.01.1986       | 1/061 (1/097)   |
| Fabrikhalle                                                                 | Fabrikhalle                                                                 | Innenstadt Büttger Straße 56 Karte                                   | 1909 erbaut von Hermann Franz, Architekt W. Fasbender, unter Einbeziehung von Mauerteilen einer kleinen Werkhalle von 1894. Stützenfreie Fabrikhalle mit Pfettendach auf Stahlbindern, Mittelteil erhöht mit verglaster Obergadenzone. Giebelwände 2-geschossige in 3 Achsen, zur Büttger Straße Sichtbackstein, zur Breite Straße verputzt, in der Mittelachse jeweils geschweifter Giebelaufsatz mit Putzrahmung, Abschlussgesims und Rundfenster, gekoppelte Fenster und Türöffnungen mit Segmentbögen. An der Breite Straße aufwändig gestaltete Einfriedungsmauer von 1911 mit übergiebelter, jetzt zugemauerter Toreinfahrt, der Hofraum zwischen Halle und Mauer seit 1911 überdacht. Die Halle ist eines der letzten erhaltenen Beispiele für die gründerzeittypische Einlagerung von kleinen Gewerbebetrieben in innerstädtische Wohnquartiere, wobei die gewerblichen Bauten einen gehobenen gestalterischen Anspruch erfüllten. | 1909                      | 02.11.1988       | 1/142 (1/098)   |
|                                                                             |                                                                             | Furth Christian-Schaurte-Straße 61/63 und 71/73 Karte                | 1929/30 nach Plänen der Architekten Dominikus Heurich und Heinrich Ingerfeld von der Neusser Gemeinnützigen Bauverein AG errichtetes Siedlungsensemble; zweigeschossige Mehrfamilienhäuser aus Backsteinmauerwerk mit hochaufragenden Walm- bzw. Satteldächern; lange Dachgauben; mit Ausnahme der Häuser Viersener Straße und Marienburger Straße 27–31 ummauerte Vorgärten; rhythmische Gliederung der Fassaden durch Anordnung der Fenster und Treppenhäuser; Treppenhäuser vertikalbetont mit geschossübergreifenden Fenstern oberhalb der Eingänge mit ihren ausgreifenden Vordächern; sparsam eingefügte schmückende Details (Dachgesims, Fenster- und Türrahmungen, Haustürvordächer aus Steinputz; Flächenreliefs aus Backstein zwischen Fenster und an den Hauseingängen); Fenster z. T. paarweise zusammengefasst – auch über Eck – durch Steinputz oder Steinputz und Backsteinreliefs; Fenster und Türen z. T. original. Als Beispiel einer traditionalistischen Wohnsiedlung um 1929/30 aus architektur- und stadtbaugeschichtlichen sowie Orts- und sozialgeschichtlichen Gründen erhaltenswert. | 1929/30                   | 19.08.1992       | 25/009a (1/099) |
| Wohnhaus                                                                    | Wohnhaus                                                                    | Dreikönigenviertel Deutsche Straße 3 Karte                           | 1922 von der Stadt Neuss errichtet als Teil eines Siedlungsensembles mit Offizierswohnungen für belgische Besatzungstruppen, Architekt Eugen Engels; 2-geschossiges Reihenhaus, Walmdach, in drei Achsen mit leicht vorgezogener Eingangsachse; Türachse mit Rechteckfenster und Rundbogenfenster im Obergeschoss; Backstein, Türen- und Fenstergewände aus Werkstein mit Schmuckformen der 1920er Jahre; Vorgarten. Teil eines qualitätvollen Beispiels einer in traditionalistischer Formensprache errichteten Wohnsiedlung der 1920er Jahre, aus architektur- und stadtbaugeschichtlichen sowie orts- und sozialgeschichtlichen Gründen erhaltenswert. | 1922                      | 13.12.1996       | 3/027 (1/100)   |

- Karte mit allen Koordinaten:
- OSM |
- WikiMap